# Matteo Renzi
Matteo Renzi (Firenze, 11 gennaio 1975) è un politico italiano.
Ha iniziato la sua attività politica nel Partito Popolare Italiano, proseguendo poi nella Margherita e nel Partito Democratico; dal 2004 al 2009 è stato presidente della Provincia di Firenze e dal 2009 al 2014 sindaco di Firenze. Eletto segretario del PD il 15 dicembre 2013, il 17 febbraio 2014 ricevette l'incarico di formare un nuovo governo dal Presidente della Repubblica Giorgio Napolitano, sostituendo il dimissionario Enrico Letta. Il 22 febbraio 2014 giurò come Presidente del Consiglio dei ministri, dando vita al governo Renzi. Il suo governo è stato il quinto più longevo nella storia della Repubblica Italiana, rimanendo in carica fino al dicembre 2016, quando rassegnò le dimissioni proprie e dell'esecutivo da lui presieduto a seguito dell'esito negativo del referendum costituzionale del 4 dicembre, per poi dimettersi anche dalla segreteria del PD nel febbraio 2017.
Rieletto segretario del PD nel maggio 2017, rassegnò una seconda volta le dimissioni dalla segreteria a seguito del risultato deludente ottenuto dal partito alle elezioni politiche del 2018, in cui fu eletto senatore nella XVIII legislatura. Nel settembre 2019, poco dopo aver promosso la nascita del governo Conte II (M5S-PD-LeU),  ha annunciato la nascita del suo nuovo partito liberale e centrista, Italia Viva, fuoriuscendo definitivamente dal PD assieme ai parlamentari della corrente da lui capeggiata. Nel gennaio 2021, come dal lui stesso auspicato, il ritiro del sostegno parlamentare all'esecutivo da parte di Italia Viva ha svolto un ruolo cruciale nella caduta del governo Conte II, succeduto dal governo Draghi.
In vista delle elezioni politiche anticipate del 2022, ha promosso un'alleanza tra Italia Viva e Azione di Carlo Calenda, denominata Azione - Italia Viva, con la quale è stato rieletto senatore nella XIX legislatura.
Si candida nel 2024 in vista delle elezioni europee e promuove la lista elettorale Stati Uniti d'Europa, raccogliendo il 3,77% e oltre 200 mila preferenze, non risultando però eletto.

## Biografia

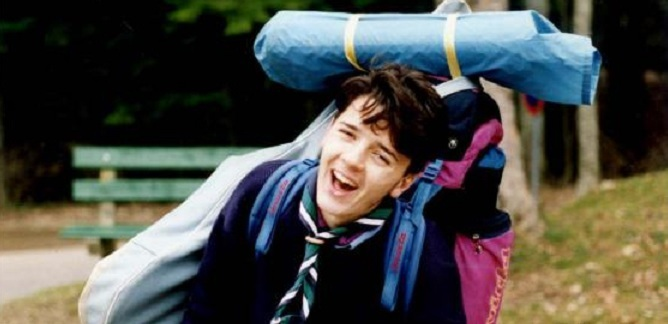
Matteo Renzi in uniforme da scout

Figlio di Laura Bovoli e Tiziano Renzi, che è stato consigliere comunale di Rignano sull'Arno tra il 1985 e il 1990 per la Democrazia Cristiana, è il secondo dei quattro figli della coppia. Sposato dal 1999 con Agnese Landini, insegnante di liceo, ha tre figli: Francesco, Emanuele ed Ester. Cresce a Rignano sull'Arno, paese dei genitori, e studia a Firenze: prima al liceo ginnasio Dante, dove si diploma con 60/60 e poi all'Università degli Studi di Firenze dove si laurea nel 1999 in Giurisprudenza con una tesi in Storia del diritto, con votazione di 109/110.
Ha una formazione scout nell'Associazione Guide e Scouts Cattolici Italiani e ha collaborato, firmandosi Zac, con la rivista nazionale della branca Rover/Scolte Camminiamo insieme della quale è stato anche caporedattore. Ha lavorato con varie responsabilità per la CHIL Srl, società di servizi di marketing di proprietà della sua famiglia, fino al 2014.
Nel 1994 partecipa come concorrente per cinque puntate consecutive al programma televisivo La ruota della fortuna, vincendo 48,4 milioni di lire. Nella prima metà degli anni novanta arbitrò alcune partite calcistiche di Seconda Categoria. Il calcio è proprio una delle sue grandi passioni ed è un grande tifoso della squadra della sua città, la Fiorentina.

## Carriera politica

### Gli inizi
Inizia la sua attività politica durante gli anni del liceo, contribuendo nel 1996 alla nascita dei Comitati per l'Italia che vogliamo in Toscana a sostegno dell'ex presidente dell'IRI Romano Prodi. Dopo essersi iscritto nel 1996 al Partito Popolare Italiano (PPI), ne è diventato segretario giovanile nel 1997 e segretario provinciale nel 1999, all'età di 24 anni.
Nel 2002 aderisce a La Margherita di Francesco Rutelli, una lista elettorale che divenne un partito raccogliendo il PPI, Rinnovamento Italiano di Lamberto Dini e I Democratici di Arturo Parisi, dove diventa coordinatore della sezione fiorentina e, nel 2003, a ricoprire il ruolo di segretario provinciale.

### Presidente della Provincia di Firenze

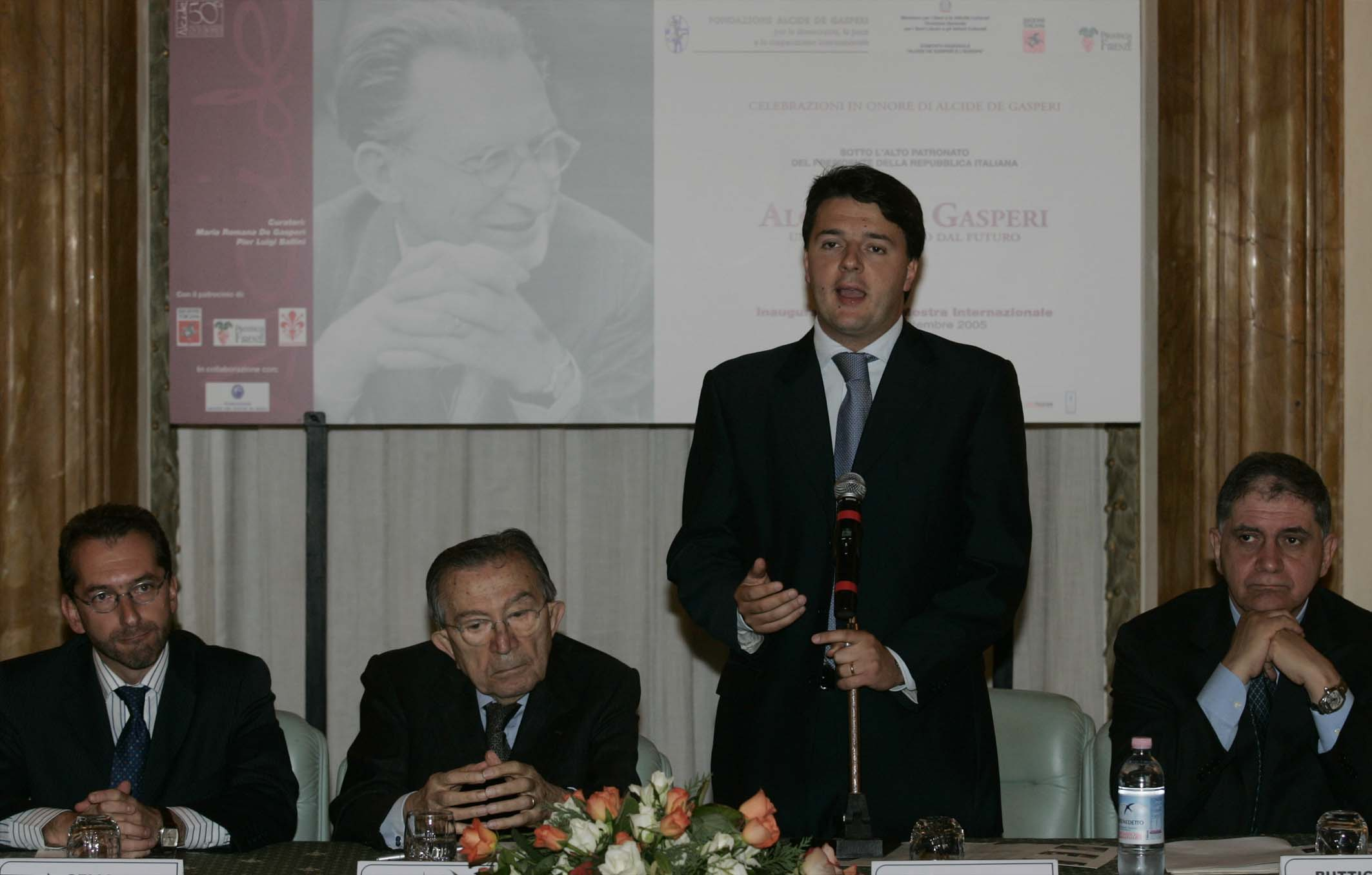
Matteo Renzi parla nel 2005 all’inaugurazione di una mostra su Alcide De Gasperi. Alla sua destra, il senatore a vita Giulio Andreotti

Alle elezioni amministrative del 2004 si candida alla presidenza della Provincia di Firenze, appoggiato da una coalizione di centro-sinistra formata da: La Margherita, Democratici di Sinistra, Partito dei Comunisti Italiani, Federazione dei Verdi, Italia dei Valori, la lista "Socialisti Democratici Italiani - Riformisti" e Repubblicani Europei. Alla tornata elettorale Renzi venne eletto presidente della Provincia di Firenze al primo turno del 12-13 giugno con il 58,8% dei voti, mentre il suo principale sfidante, Federico Tondi della Casa delle Libertà, si ferma solamente al 30,03%.

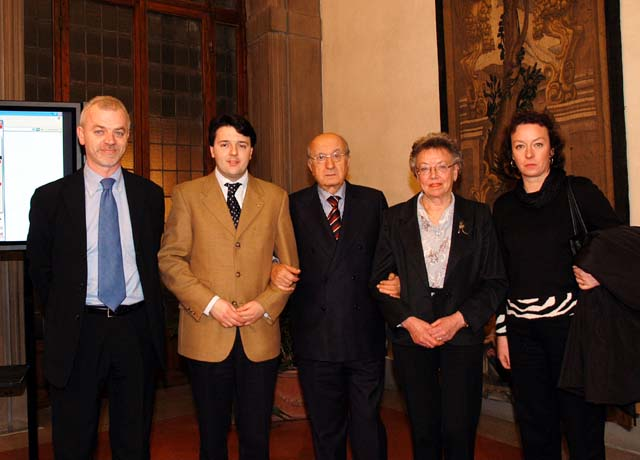
Matteo Renzi tra Lapo Pistelli e Ciriaco De Mita nel 2006

Durante il suo mandato, in linea con il suo messaggio di lotta alla cosiddetta casta politica e agli sprechi, sostiene di aver diminuito le tasse provinciali, diminuito il numero del personale e dimezzato i dirigenti dell'ente fiorentino.

### Sindaco di Firenze
Il 29 settembre 2008 si presenta alle elezioni primarie del centro-sinistra per la scelta del candidato sindaco di Firenze, riuscendo a vincerle con il 40,52% battendo il deputato e responsabile nazionale Esteri del PD Lapo Pistelli (26,91%), l'assessore comunale all'Istruzione e ai giovani del PD Daniela Lastri (14,59%), il ministro ombra per l'attuazione del programma di governo e vice-capogruppo vicario PD alla Camera Michele Ventura (12,48%) e il presidente del Consiglio comunale per la Sinistra Eros Cruccolini (5,49%) su 37 468 votanti totali.

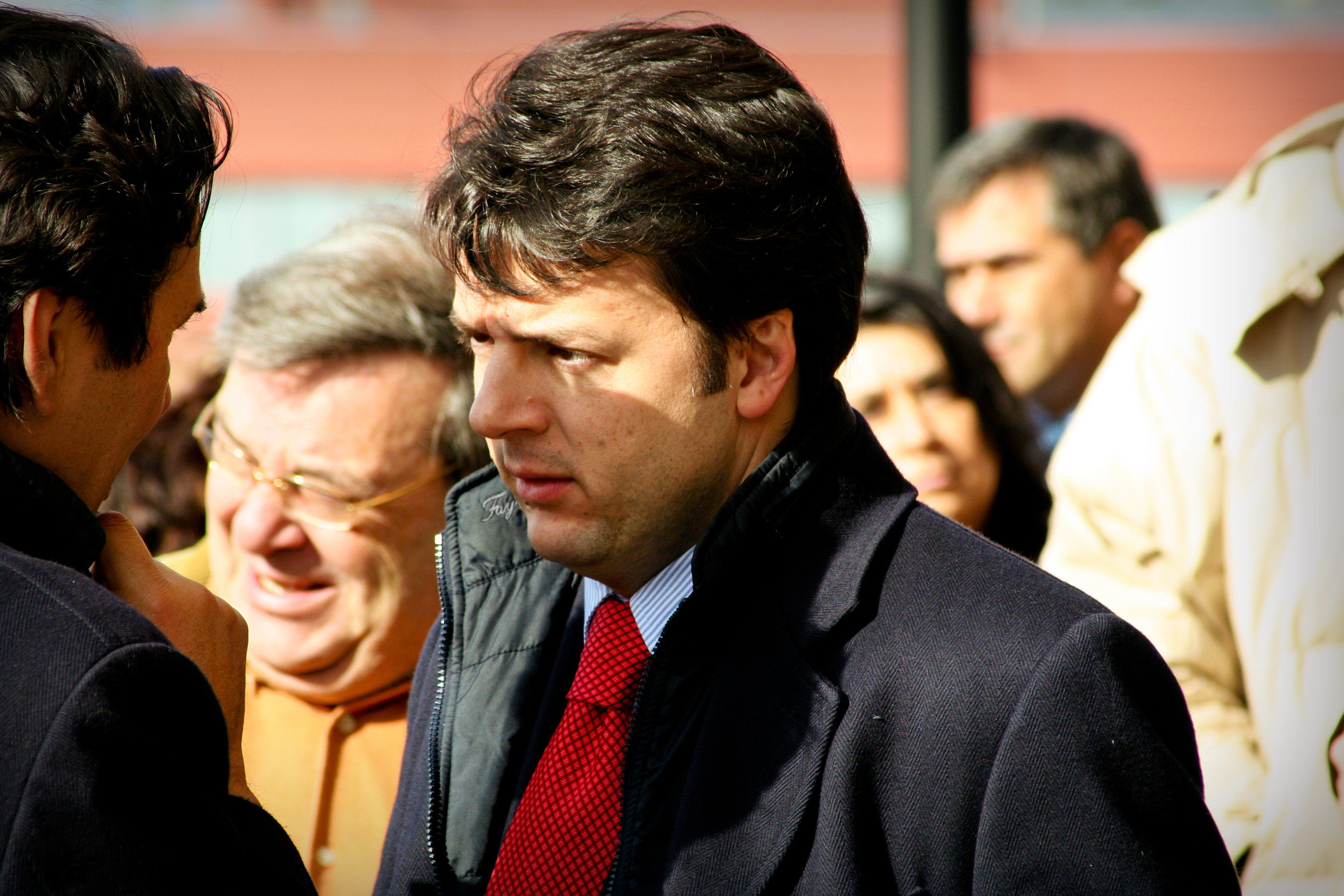
Matteo Renzi all'inaugurazione dell'incubatore per le Imprese di Sesto Fiorentino nel 2009

Il 9 giugno 2009, alle successive elezioni amministrative, Renzi ottiene il 47,57% dei voti contro il 32% del candidato del centro-destra Giovanni Galli, con il quale va al ballottaggio. Il 22 giugno 2009 viene eletto sindaco di Firenze riportando il 59,96% dei voti. Fa parte della Direzione nazionale del Partito Democratico. Nel 2010 è stato, secondo vari sondaggi, il sindaco più amato d'Italia.
Il 6 dicembre 2010 si reca in visita ad Arcore, presso la villa privata dell'allora Presidente del Consiglio Silvio Berlusconi, per "discutere di alcuni temi legati all'amministrazione di Firenze". La notizia, diffusa a incontro ormai avvenuto, provoca reazioni contrastanti e alcune polemiche anche tra i suoi sostenitori.
Sotto la sua guida, Firenze ha approvato, con un'ampia maggioranza nel consiglio comunale (30 voti a favore, 9 contrari e 5 astenuti), un Piano strutturale a volumi zero, ovvero senza possibilità di aumentare la cubatura rispetto al patrimonio edilizio esistente e permettendo di costruire ex novo soltanto a seguito di demolizione in uguali volumi di edifici vetusti. Il piano strutturale prevede inoltre che in futuro possano circolare nelle ZTL di Firenze solo auto elettriche. A giugno 2011 è entrata in vigore una nuova pedonalizzazione, che comprende importanti luoghi fiorentini quali Piazza de' Pitti.
Secondo uno studio di Datamonitor, all'ottobre 2013 Renzi era il quarto sindaco delle città metropolitane il cui operato è maggiormente apprezzato dai cittadini, con una percentuale di consensi del 56,5%.

### Movimento dei "rottamatori"

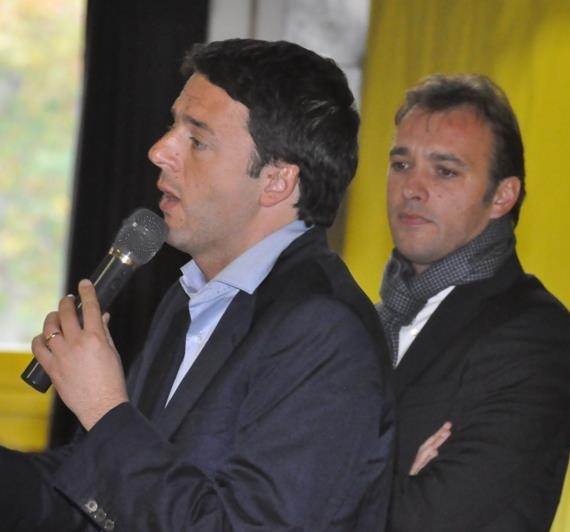
Matteo Renzi con Matteo Richetti nel 2012

Il 29 agosto 2010 lancia l'idea della «rottamazione senza incentivi» dei dirigenti di lungo corso del PD, e dal 5 al 7 novembre seguenti organizza con Giuseppe Civati un'assemblea alla Stazione Leopolda di Firenze (Prossima Fermata: Italia). All'assemblea si contano oltre 800 interventi e 6 800 partecipanti. Nasce così un manifesto chiamato la Carta di Firenze. A partire da quell'assemblea, Renzi ha continuato a organizzare ogni anno un'edizione della Leopolda.
I principali sostenitori del gruppo dei "rottamatori" sono il presidente dell'Assemblea legislativa dell'Emilia-Romagna Matteo Richetti, il deputato regionale siciliano Davide Faraone e il consigliere regionale lombardo Giuseppe Civati. Si sono dichiarati a sostegno del gruppo undici parlamentari: i senatori Andrea Marcucci, Roberto Della Seta, Francesco Ferrante, Pietro Ichino, Luigi Lusi e i deputati Luigi Bobba, Roberto Giachetti, Maria Paola Merloni, Ermete Realacci e Giuseppina Servodio.
Dai primi mesi del 2011 Renzi è impegnato in una campagna contro le morti su strada dovute a incidenti stradali proponendo un inasprimento delle pene e la creazione del nuovo reato di "omicidio stradale"; il reato sarà istituito con legge approvata nel marzo 2016.
Nell'ottobre 2011, sulla scia della sua crescente notorietà dopo la Leopolda I, ha creato una "tre giorni" di proposte chiamata Big Bang, sempre alla Leopolda di Firenze, con i democratici Davide Faraone e Matteo Richetti, nella quale chiunque ha avuto la possibilità di salire sul palco e dire in cinque minuti la sua idea d'Italia se fosse stato a Palazzo Chigi. Questo incontro è stato oggetto di critiche da parte di alcuni esponenti del Partito Democratico vicini al segretario Bersani.
Sono intervenuti o hanno partecipato professori, scrittori (come Alessandro Baricco o Edoardo Nesi), studenti, economisti (Luigi Zingales), imprenditori (Guido Ghisolfi, Martina Mondadori, dell'omonima casa editrice, e Alberto Castelvecchi tra gli altri), lavoratori e personaggi dello spettacolo (Fausto Brizzi, Pif e Giorgio Gori, ex dirigente Fininvest e già direttore di Canale 5), mentre tra i politici Sergio Chiamparino, Arturo Parisi, Ermete Realacci, Pietro Ichino, Maria Paola Merloni, Graziano Delrio, Salvatore Vassallo, il radicale Matteo Mecacci, Federico Berruti e altri hanno sostenuto l'evento.
Nel giugno 2012 ha organizzato assieme a Davide Faraone, Matteo Richetti e Giorgio Gori la seconda edizione di Big Bang, denominata Italia Obiettivo Comune. Al Palacongressi di Firenze quasi un migliaio di amministratori locali del Partito Democratico hanno raccontato la loro esperienza di governo del territorio per rilanciare "un nuovo modello di PD e di Italia". Al convegno sono intervenuti Andrea Sarubbi, Andrea Ballarè e Debora Serracchiani tra gli altri, con il sostegno di personalità come Salvatore Vassallo, Graziano Delrio e Vincenzo De Luca.

### Primarie "Italia. Bene Comune" del 2012

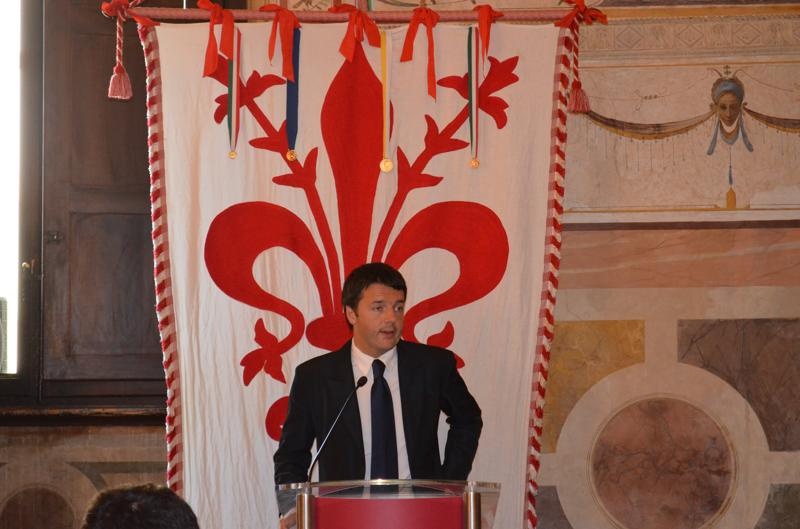
Matteo Renzi allo European University Institute nel 2012

Il 13 settembre 2012 si candida ufficialmente, durante un comizio a Verona, alle primarie del centro-sinistra. Tra i suoi sfidanti: il segretario PD Pier Luigi Bersani, il presidente della regione Puglia e presidente di SEL Nichi Vendola, il consigliere della regione Veneto Laura Puppato (PD) e l'assessore al Bilancio del comune di Milano Bruno Tabacci (ApI). Per la sua campagna elettorale,  organizza un tour per l'Italia a bordo di un camper, che lo porta a toccare, tra settembre e novembre 2012, tutte le province italiane.
Nel primo turno delle primarie che si è svolto il 25 novembre 2012, ha ottenuto il 35,5% pari a 1 104 958 voti complessivi, posizionandosi al secondo posto tra i cinque candidati, dietro a Pier Luigi Bersani al 44,9% con 1 395 096 voti. In particolare, al primo turno è stato il candidato più votato nelle cosiddette "regioni rosse" come Toscana, Umbria e Marche.
Al secondo turno delle primarie, svoltosi il 2 dicembre 2012, perde contro Bersani, ottenendo 1 095 925 voti pari al 39,1%, contro il 60,9% (1 706 457 voti) del segretario del PD. Anche nelle "regioni rosse" non è riuscito ad aumentare i consensi rispetto al primo turno, vincendo soltanto in Toscana, mentre in tutte le altre regioni italiane ha vinto Bersani, con un ampio distacco soprattutto in quelle meridionali.

#### Programma elettorale

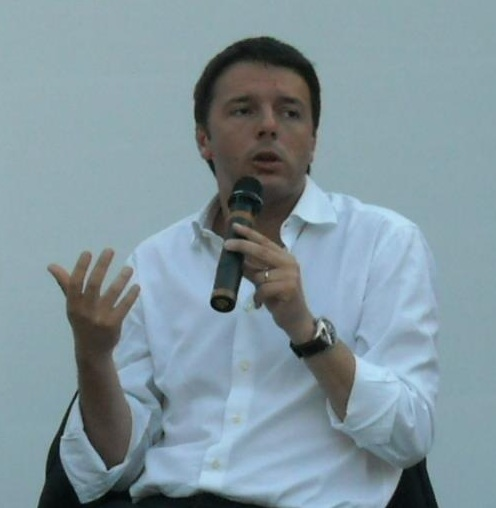
Matteo Renzi durante la campagna elettorale per le Primarie del PD del 2012

Fra le varie proposte presenti nel suo programma c'erano la diminuzione delle tasse per il lavoro dipendente con aumento di 100 euro dello stipendio netto in busta paga, da finanziarsi tramite il taglio del 15% delle spese della pubblica amministrazione; raggiungere la copertura degli asili nido per i bimbi italiani al 40% entro il 2018, che indirettamente costituirebbe un incentivo all'occupazione femminile e la creazione di potenziali 450 000 posti di lavoro; il sostegno creditizio alla piccola e media impresa da finanziarsi tramite il ricollocamento dei fondi europei; diritti civili per le coppie omosessuali sul modello delle civil partnership inglesi; aggiornamento alla normativa europea della legge n. 40 del 2004 sulla fecondazione artificiale; divorzio veloce se consensuale e se i coniugi non hanno avuto figli; introduzione di una serie di meccanismi volti ad attirare in Italia investimenti esteri, come agevolazioni fiscali per i primi anni di insediamento; lotta alla corruzione con l'introduzione di pene più severe; lotta all'evasione fiscale concentrata sui grandi evasori e gli evasori totali; abolizione o riduzione drastica dei rimborsi ai partiti; diminuzione delle indennità dei politici e del numero dei parlamentari sul modello dei provvedimenti presi dal presidente della Repubblica francese François Hollande.
I finanziamenti per la campagna sono stati raccolti attraverso la Fondazione Big Bang.

#### Posizioni contrapposte
Nel 2012 La sua candidatura è stata oggetto di accese polemiche all'interno del Partito Democratico, con contestazioni da parte di numerosi dirigenti, come Rosy Bindi e Massimo D'Alema, e di politici esterni al PD come Nichi Vendola. La polemica più dura è avvenuta con Stefano Fassina, responsabile per l'economia del partito, che ha accusato di aver copiato alcuni punti del programma di Bersani. Renzi ha replicato che il suo programma è stato presentato molto prima di quello del segretario PD.
Tre giorni prima delle primarie, durante la trasmissione radiofonica 105 Friends di Radio 105, ha detto che in caso di sconfitta avrebbe portato un po' dei suoi amici in Parlamento e che avrebbe cercato di avere un po' di spazio, ma che non si sarebbe fatto comprare. Il giorno dopo ha rivendicato quanto detto in radio: «Nel presunto fuori onda di R105 dico le stesse cose che dico sempre. Dico che in caso di sconfitta non mi farò comprare e che qualcuno dei nostri andrà in parlamento (spero con le primarie) ma non io».

### Elezioni politiche del 2013
Nel corso della campagna elettorale per le elezioni politiche del 2013 ha sostenuto apertamente Pier Luigi Bersani. I due esponenti del PD hanno tenuto due comizi congiunti, il 1º febbraio a Firenze e il 21 febbraio a Palermo. Nel mese di aprile 2013, in occasione dell'imminente elezione del Presidente della Repubblica, Renzi ha avuto degli scontri con Bersani a causa della sua esclusione tra i "grandi elettori" e riguardanti la situazione politica interna al Partito Democratico. Ha criticato pubblicamente le candidature di Anna Finocchiaro e Franco Marini come possibili successori di Giorgio Napolitano, scatenando molte polemiche nel mondo politico italiano e ricevendo dure repliche sia da Finocchiaro sia da Marini.

### Elezioni primarie PD del 2013

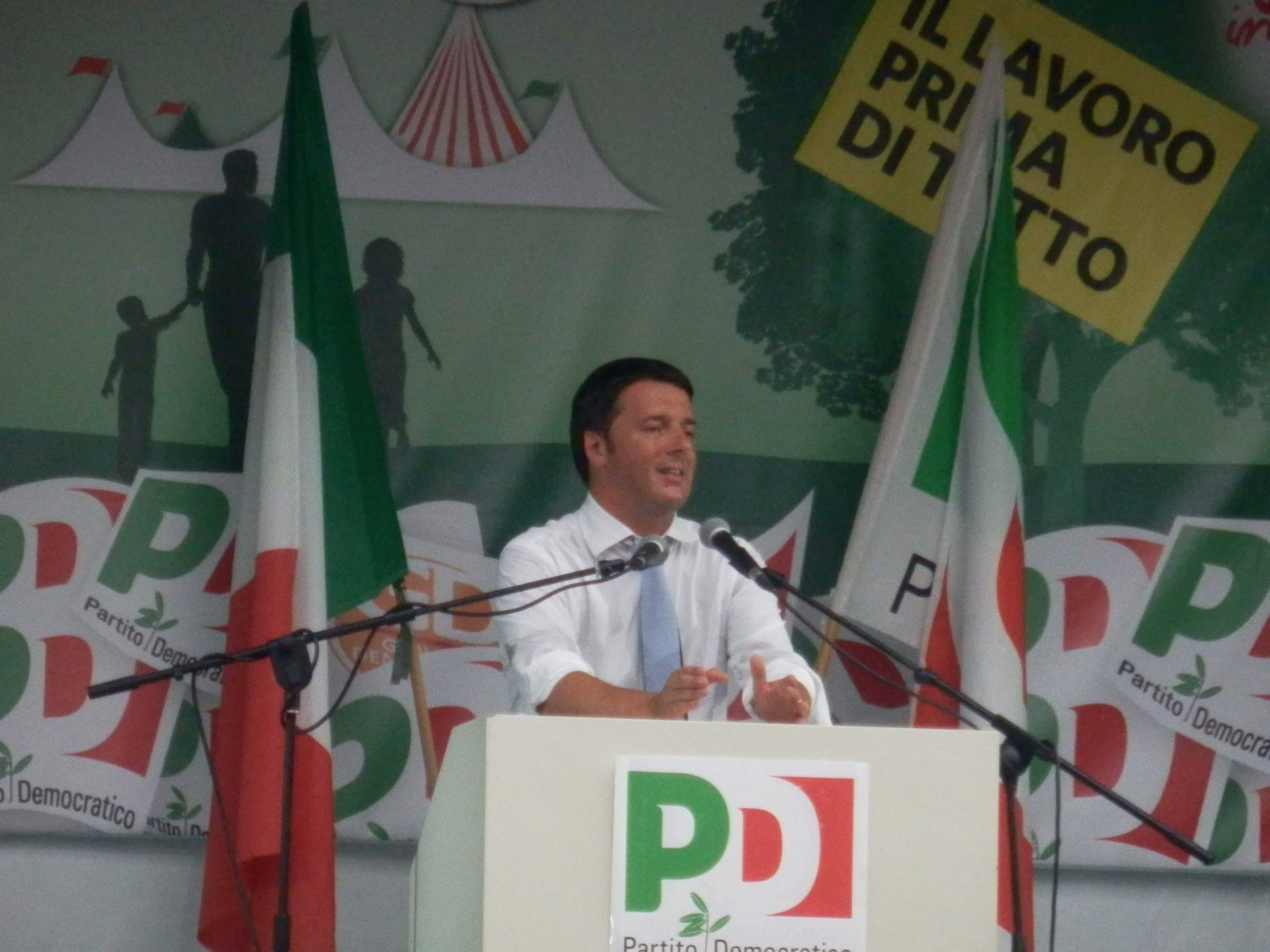
Renzi durante un comizio alla Festa dell'Unità di Bosco Albergati il 7 agosto 2013, poco dopo aver annunciato la sua candidatura come segretario del Partito Democratico

Il 9 luglio 2013, Renzi ha confermato in un'intervista con la Repubblica la sua intenzione di candidarsi a segretario nazionale del PD.
Oltre a chi lo aveva già sostenuto alle primarie del centro-sinistra del 2012 (come Paolo Gentiloni, Roberto Giachetti, Ermete Realacci, il ministro per gli affari regionali Graziano Delrio) e ai "veltroniani", Renzi ha ricevuto il 2 settembre l'appoggio di Dario Franceschini e della sua Area Democratica (Marina Sereni, Piero Fassino, David Sassoli). Hanno firmato inoltre la mozione a sostegno della sua candidatura anche diversi esponenti considerati vicini al premier Enrico Letta, come Gianni Dal Moro, Francesco Sanna, Francesco Boccia, Lorenzo Basso ed Enrico Borghi.
Tre gli sfidanti: Gianni Cuperlo, deputato ed ex segretario della FGCI e Giuseppe Civati, deputato ed ex consigliere regionale in Lombardia. Gianni Pittella, che tra gli iscritti al PD ha raccolto il 5,8% ed è quindi escluso dalla competizione delle primarie, si schiera con Renzi.
L'8 dicembre 2013 viene eletto segretario del Partito Democratico con il 67,5% dei voti; la sua proclamazione ufficiale è avvenuta la successiva domenica 15 dicembre da parte della neo-eletta Assemblea del partito. La sua ascesa alla guida del PD fu descritta come "scalata" ai danni di una parte importante dell'allora classe dirigente del partito.

### Presidente del Consiglio dei ministri

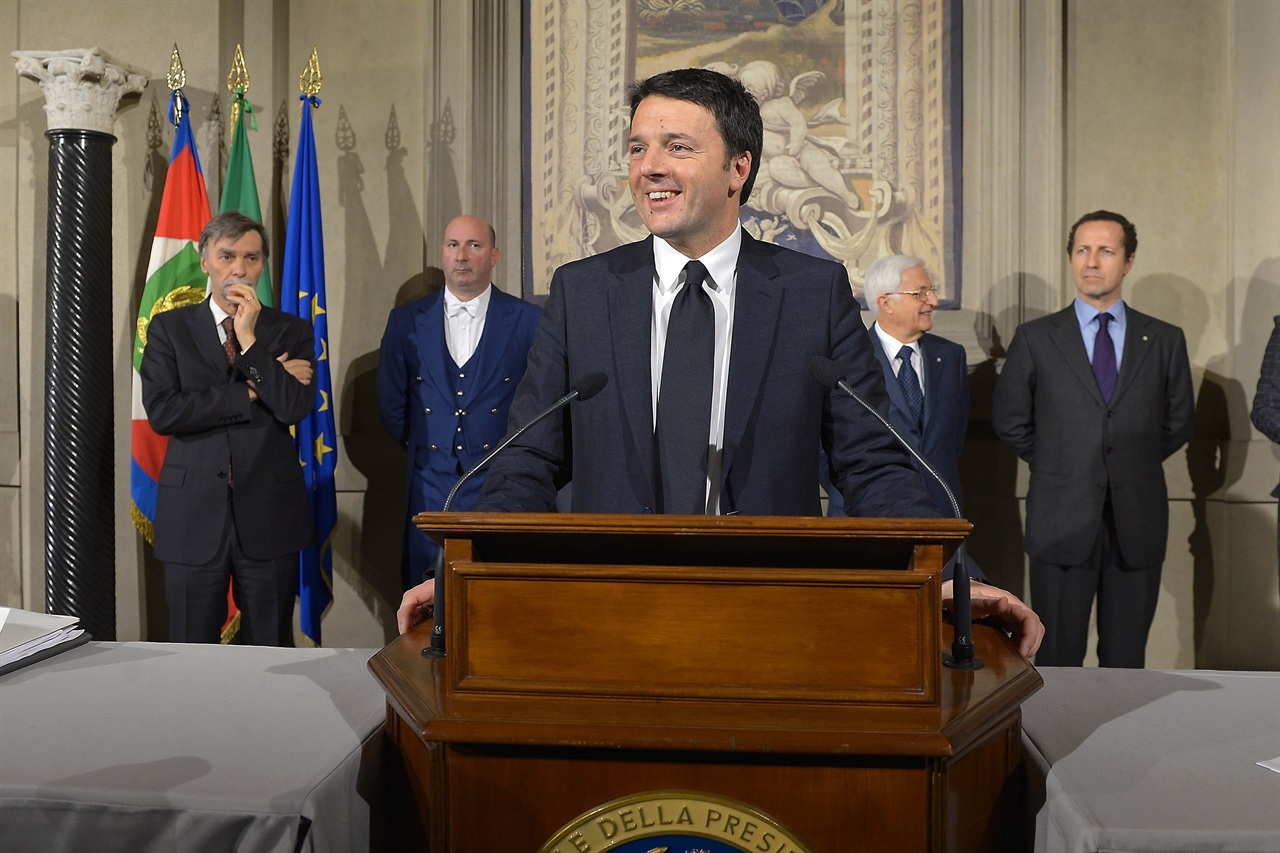
Renzi annuncia lo scioglimento della riserva e la lista dei ministri del suo governo il 21 febbraio 2014

A seguito delle dimissioni rassegnate da Enrico Letta dopo la votazione a larghissima maggioranza (136 favorevoli contro 16 contrari), da parte della Direzione del PD, di un documento dello stesso Renzi che proponeva la sostituzione del governo presieduto da Letta e delle successive consultazioni di Giorgio Napolitano, il 16 febbraio 2014 il presidente della Repubblica convoca Renzi al Quirinale per il giorno successivo per conferirgli l'incarico di formare un nuovo governo; Renzi accetta con riserva. Nel pomeriggio dello stesso giorno, il Presidente del Consiglio incaricato informa i presidenti delle camere Pietro Grasso e Laura Boldrini.
Il 17 febbraio Renzi torna a Firenze per partecipare alla sua ultima riunione del Consiglio comunale; si dimette da sindaco il 24 marzo successivo.
Il 18 e 19 febbraio il Presidente del Consiglio incaricato svolge le consultazioni con i gruppi parlamentari mentre il 21 febbraio al Quirinale scioglie la riserva e presenta la lista dei ministri che vanno a comporre il suo governo.

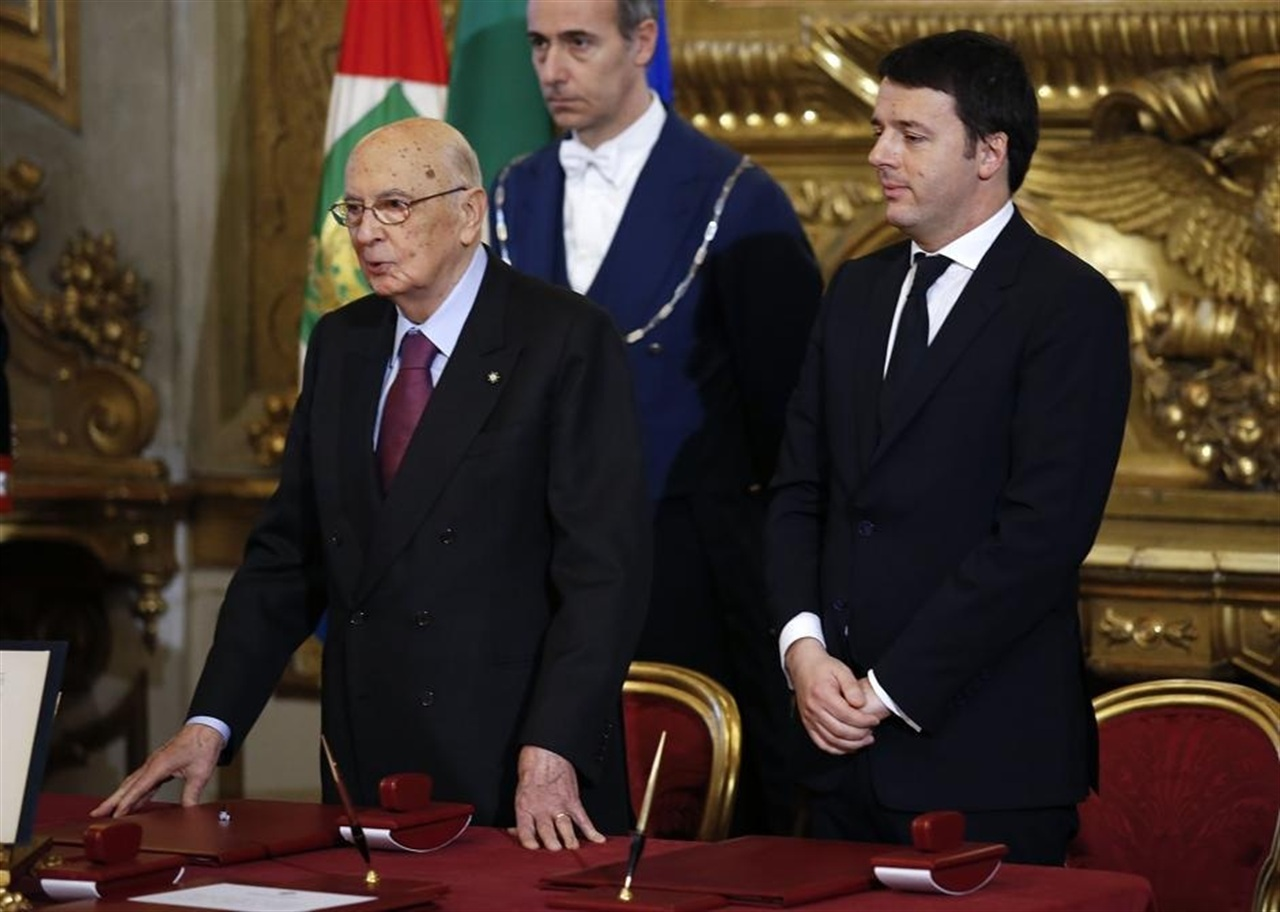
Renzi con Giorgio Napolitano il giorno del giuramento del Governo il 22 febbraio 2014

Il giorno successivo presta giuramento il nuovo governo Renzi.
Il 24 febbraio Renzi tiene un discorso lungo più di un'ora al Senato della Repubblica dove nella notte, alle 00:43, ottiene infine la fiducia con 169 voti favorevoli, 139 contrari dopo quasi 11 ore di lavori d'Aula. Nel pomeriggio del 25 febbraio, dopo un altro discorso, ottiene infine la fiducia anche alla Camera dei deputati con 378 voti favorevoli, 220 contrari e 1 astenuto (su 598 votanti) dopo altre 9 ore di lavori.

#### Politica interna

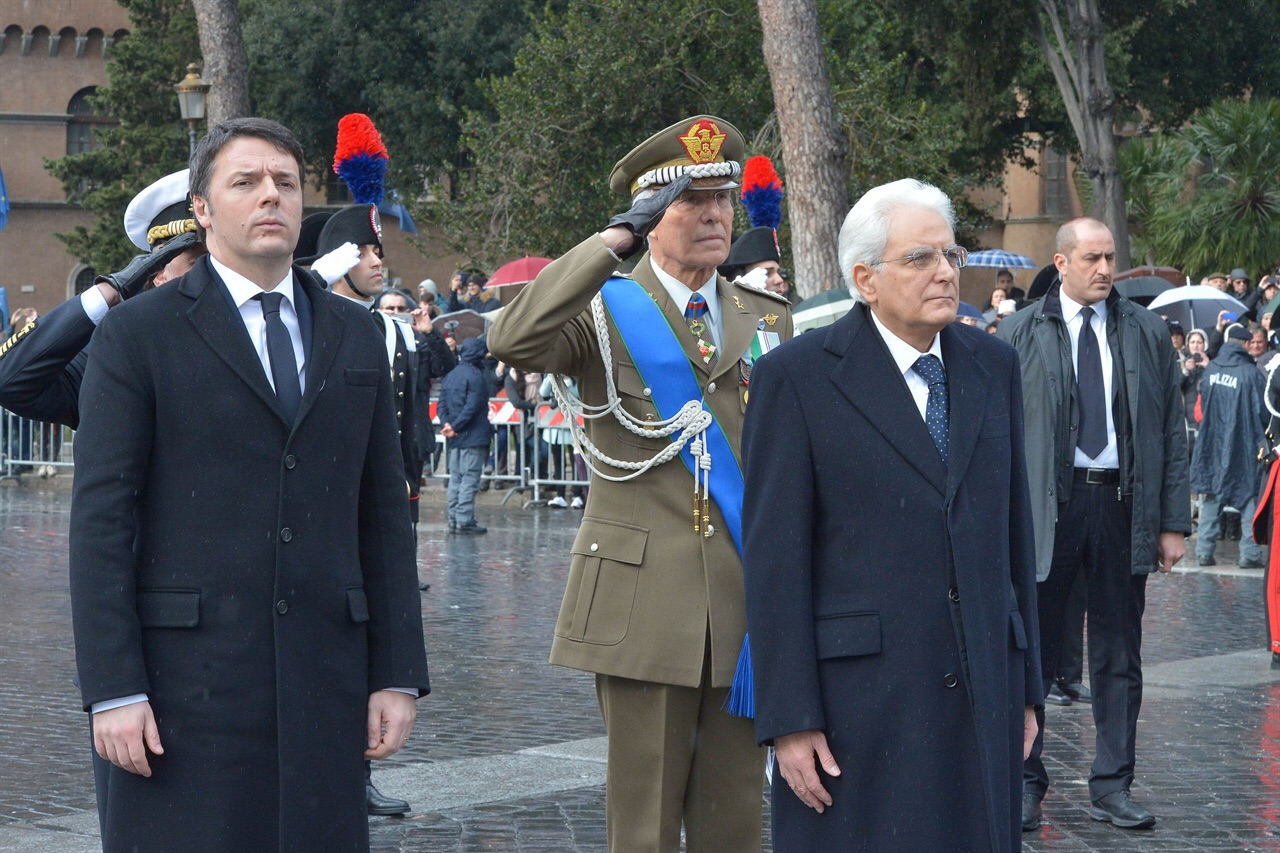
Renzi e il Presidente della Repubblica Sergio Mattarella

Divenendo Presidente del Consiglio a 39 anni e un mese, è stato il capo di governo più giovane nella storia dell'Italia unita, oltre che il primo sindaco in servizio a ricoprire questa carica; è stato inoltre il terzo Presidente del Consiglio, se si eccettuano i governi tecnici, a non essere parlamentare al momento della nomina, e il leader più giovane al G7.
Il 29 gennaio 2015 propone Sergio Mattarella come candidato del Partito Democratico alle elezioni per eleggere il Presidente della Repubblica. La proposta viene accettata all'unanimità e il 31 gennaio, al quarto scrutinio con 665 voti, Mattarella viene eletto Presidente.
Dal 20 marzo al 2 aprile 2015 è Ministro delle infrastrutture e dei trasporti ad interim in seguito alle dimissioni di Maurizio Lupi a seguito dello scandalo "Grandi opere". Dal 5 aprile al 10 maggio 2016 è Ministro dello sviluppo economico ad interim in seguito alle dimissioni di Federica Guidi, conseguenti all'inchiesta «Tempa Rossa».

##### Riforma del lavoro

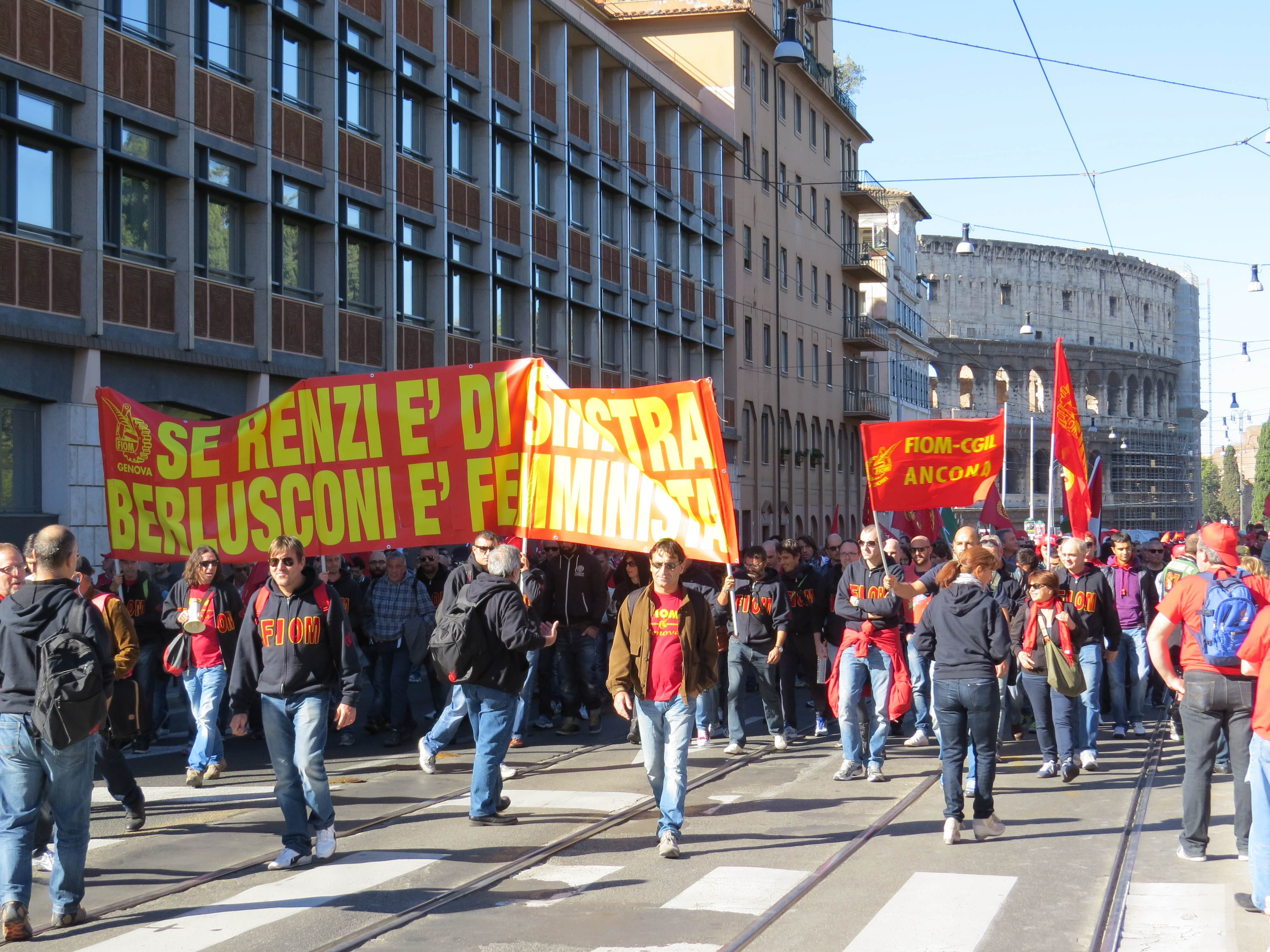
I manifestanti sindacali manifestano vicino al Colosseo contro le riforme del mercato del lavoro di Renzi

Dopo essere diventato Presidente del Consiglio,  ha affermato che una riforma del mercato del lavoro "attesa da tempo" sarebbe in cima alla sua agenda per migliorare lo stato dell'economia italiana. Il 12 marzo 2014 il Consiglio dei Ministri ha approvato un decreto-legge sui contratti a tempo determinato, denominato Decreto Poletti, dal nome del Ministro del Lavoro Giuliano Poletti, nonché un disegno di legge che propone importanti riforme del mercato del lavoro italiano chiamato Jobs Act. Una riduzione dell'onere fiscale di circa 80 € è stata annunciata per coloro che guadagnano meno di 1500 € al mese. Il 30 aprile, insieme con il Ministro della Pubblica Amministrazione Marianna Madia, ha presentato gli orientamenti per la riforma della pubblica amministrazione, successivamente approvati dal Consiglio dei ministri il 13 giugno.
A settembre il governo ha portato il Jobs Act in Parlamento, che prevedeva, tra l'altro, l'abolizione dell'articolo 18 dello Statuto dei lavoratori, che proteggeva i lavoratori da licenziamenti ingiustificati, introduceva il contratto unico a tutele crescenti, il sussidio di disoccupazione e la tutela delle donne in maternità. La proposta è stata fortemente criticata dal più grande sindacato italiano, la Confederazione Generale del Lavoro (CGIL) e dai suoi leader Susanna Camusso e Maurizio Landini. Inoltre, l'ala sinistra del Partito Democratico, allora guidata dall'ex segretario nazionale Pier Luigi Bersani, ha criticato fortemente il governo per la riforma, minacciando di votare contro di esso.
Il 9 ottobre il Senato ha votato per l'approvazione del Jobs Act con 165 voti a favore di 111 contrari, segnando il primo passo per la legislazione economica più ambiziosa del governo di otto mesi. Prima del voto il ministro del lavoro Giuliano Poletti è stato costretto a interrompere il suo intervento a causa delle forti proteste del Movimento 5 Stelle e della Lega Nord.
Il 25 ottobre, quasi un milione di persone hanno preso parte a una protesta di massa a Roma, organizzata dalla CGIL in opposizione alle riforme del lavoro del governo. Anche alcuni membri di alto profilo della fazione di sinistra del Partito Democratico, tra cui Gianni Cuperlo, Stefano Fassina e Pippo Civati, hanno partecipato alla protesta. L'8 novembre oltre 100 000 dipendenti pubblici hanno protestato a Roma in una manifestazione organizzata dai tre maggiori sindacati del paese, la CGIL, la CISL e la UIL.
Il 25 novembre, la Camera dei deputati ha approvato il Jobs Act con 316 voti, ma il Movimento 5 Stelle, la Lega Nord e quasi quaranta membri del Partito Democratico si sono astenuti dal voto per protestare contro la riforma. Il 3 dicembre il Senato ha dato al Jobs Act l'approvazione finale necessaria per diventare legge.

##### Politiche economiche
Il 1º agosto, ha lanciato il decreto-legge Sblocca Italia, che aveva lo scopo di facilitare l'implementazione di grandi progetti, opere civili e infrastrutture sospese in quel momento, oltre a ottenere un'ulteriore semplificazione amministrativa. Il centro di questo era il Millegiorni. Il 1º settembre ha lanciato il sito web passodopopasso.italia.it, per consentire ai cittadini di monitorare l'avanzamento del Millegiorni. Successivamente, il 9 ottobre, Renzi ha presentato la sua prima legge finanziaria che è stata approvata dalla Commissione europea il 28 ottobre. Il governo ha inoltre annunciato l'abolizione dell'IRAP, un'imposta regionale sulle attività di produzione e, discutendo del progetto di legge finanziaria del 2016,  ha promesso inoltre di cancellare l'IRPEG, l'IMU e la TASI, le tasse sugli individui, i servizi pubblici e le residenze. Nel maggio 2015 l'economia ha registrato una crescita dello 0,3%, chiudendo infine la recessione tripla immersione italiana. Nel gennaio 2016, Renzi ha rivendicato altri 500 000 posti di lavoro, creati nel periodo del suo governo attraverso le sue politiche.

##### Immigrazione

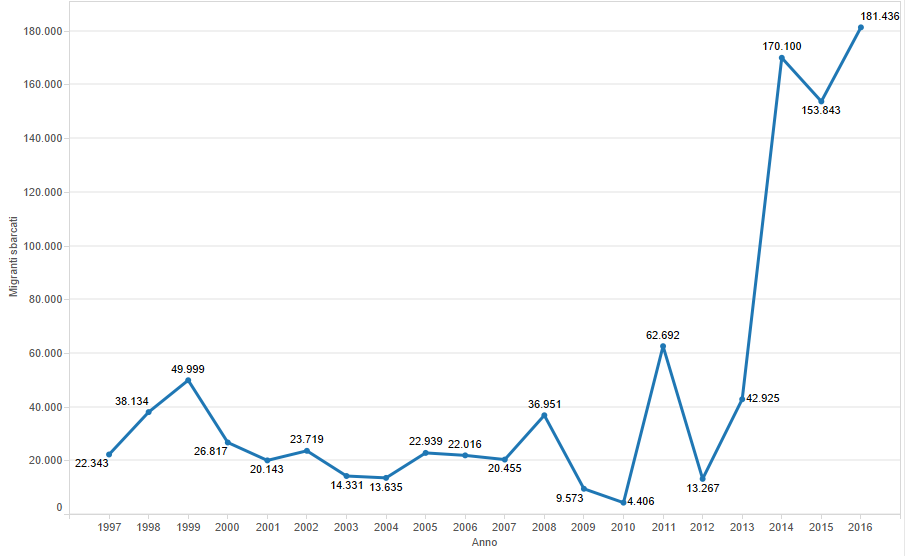
Grafico che descrive l'aumento degli sbarchi in Italia dal 1997 al 2016

A seguito delle guerre civili libiche e siriane, un grave problema affrontato da Renzi nel diventare Presidente del Consiglio nel 2014, è stato l'alto livello di immigrazione clandestina in Italia. Il 2014 ha visto un aumento del numero di clandestini soccorsi in mare portati nei porti del sud Italia, con l'aumento del numero di migranti abusivi che ha suscitato critiche nei confronti di Renzi da parte del centro-destra e del Movimento 5 Stelle. L'8 agosto 2014 il Consiglio dei Ministri ha approvato un decreto-legge che prevede la protezione internazionale dei migranti. Nel novembre 2014, Renzi ha ordinato l'opzione di salvataggio gestita in Italia Operazione Mare Nostrum per sostituire l'azione europea Frontex, a causa del rifiuto di alcuni governi dell'UE per finanziarla.
Nel 2014, 170 100 migranti sono arrivati in Italia via mare, con un aumento del 296% rispetto al 2013. La maggior parte dei migranti proveniva dalla Siria, dall'Eritrea e da vari paesi dell'Africa occidentale.
Il 19 aprile 2015 si è verificato un enorme naufragio nel mar Mediterraneo, causando la morte di oltre 700 migranti dal Nord Africa. Renzi, ha parlato telefonicamente con il presidente francese François Hollande e il primo ministro maltese Joseph Muscat al fine di organizzare una riunione di emergenza dei ministri dell'interno europei per affrontare il problema delle morti di migranti. In un discorso sull'immigrazione, ha definito la tratta di esseri umani come un "nuovo commercio di schiavi". Da gennaio ad aprile 2015, circa 1 600 migranti sono morti sulla rotta dalla Libia a Lampedusa, rendendola la più mortale rotta migratoria al mondo.

##### Unioni omosessuali
Il 10 giugno 2015, la Camera dei deputati ha approvato una mozione che impegna il governo ad approvare un disegno di legge relativo alle unioni civili tra coppie dello stesso sesso. In precedenza tutti i principali partiti in Italia avevano presentato diverse mozioni sulle unioni civili, che erano state tutte respinte, tranne quelle del Partito Democratico, che chiedeva anche l'approvazione delle unioni civili. Renzi aveva dichiarato poco prima di diventare premier che era favorevole all'introduzione delle unioni civili per le coppie dello stesso sesso. Nel luglio 2015, diversi giorni dopo che il Parlamento europeo ha approvato una mozione che invita tutti i membri dell'Unione europea a riconoscere le relazioni omosessuali, la Corte europea dei diritti dell'uomo ha stabilito che l'Italia stava violando la Convenzione sui diritti umani non riconoscendo il "diritto alla vita familiare" delle coppie dello stesso sesso.
Il 7 ottobre 2015,  ha presentato al Parlamento un disegno di legge per consentire il riconoscimento di unioni civili tra persone dello stesso sesso e accordi di convivenza neutrali. Il disegno di legge è stato approvato in prima lettura dal Senato una settimana dopo. Molti parlamentari di vari partiti hanno criticato il disegno di legge. Nonostante il disegno di legge fosse presentato lasciando ai parlamentari libertà di voto,  ha chiarito che se il disegno di legge sulle unioni civili non fosse stato approvato avrebbe chiesto subito dopo un voto di fiducia per il suo governo.
Dopo mesi di dibattito pubblico e parlamentare, il 25 febbraio 2016 il Senato ha votato a favore delle proposte di Renzi di legalizzare le unioni civili, con 173 voti a favore e 71 contrari. Un emendamento sulla stepchild adoption che avrebbe concesso la responsabilità genitoriale a un genitore non biologico in un'unione omosessuale, è stato eliminato all'ultimo momento dopo che era diventato chiaro che la maggioranza dei senatori non l'avrebbe votato. L'11 maggio 2016, la Camera dei deputati ha approvato le proposte finali, con 369 voti a favore e 163 contrari.

##### Politiche sociali
Assieme al ministro Stefania Giannini ha presentato nel settembre del 2014 il progetto di riforma della pubblica istruzione intitolato "La buona scuola" e nello stesso mese il guardasigilli Andrea Orlando ha presentato un disegno legge che prevede la riforma della giustizia civile e di quella penale. La riforma della scuola viene accolta con freddezza se non con aperta ostilità dalla maggioranza del corpo insegnante. La legge viene ugualmente approvata il 9 giugno 2015 dalla maggioranza governativa alla Camera con 277 voti contro 173. Una raccolta firme per indire un referendum abrogativo di quattro punti della riforma non ebbe esito, perché fu certificato un numero di firme leggermente inferiore a quello necessario.
Il 15 dicembre 2014 Renzi e il presidente del CONI Giovanni Malagò annunciarono la candidatura di Roma quale sede delle Olimpiadi 2024, ufficializzata dal CIO in data 11 settembre 2015. Il 21 settembre 2016 però la neoeletta sindaca di Roma Virginia Raggi (M5S) dichiarò di non ritenere le Olimpiadi una priorità rispetto ai problemi su servizi essenziali della città. Il 21 settembre 2016 il sindaco in conferenza stampa annunciò il "no" definitivo alla candidatura alle Olimpiadi e il 29 settembre il consiglio comunale di Roma approvò con 30 voti favorevoli e 12 contrari la mozione per bloccare la candidatura alle Olimpiadi, ratificando la scelta della sindaca.

##### Esposizione universale del 2015

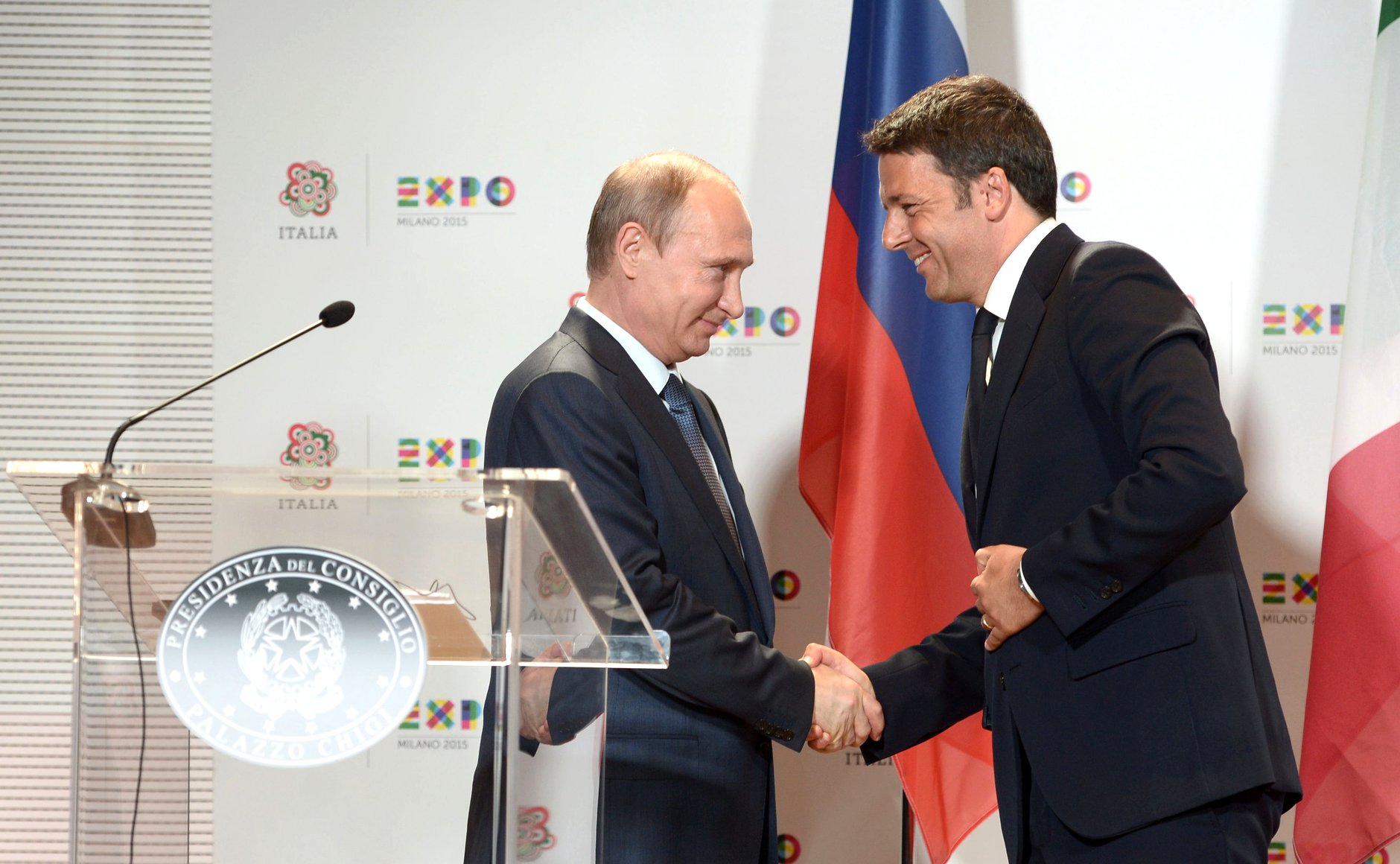
Renzi e il presidente della Federazione Russa Vladimir Putin a Expo 2015

Durante la sua presidenza, Milano ha ospitato l'Esposizione Universale; i temi erano tecnologia, innovazione, cultura e tradizioni riguardanti il cibo. Tra i partecipanti all'Expo figurano 145 paesi, tre organizzazioni internazionali, diverse organizzazioni della società civile, diverse società e organizzazioni non governative (ONG). L’Expo ha rischiato di non aprire a causa di ritardi nell’allestimento dell’infrastruttura. Con la nomina nel 2013 di Giuseppe Sala a commissario unico dell’Expo 2015, i lavori hanno conosciuto una rapida accelerazione che ha consentito il rispetto dei tempi con un pieno successo dell’evento.

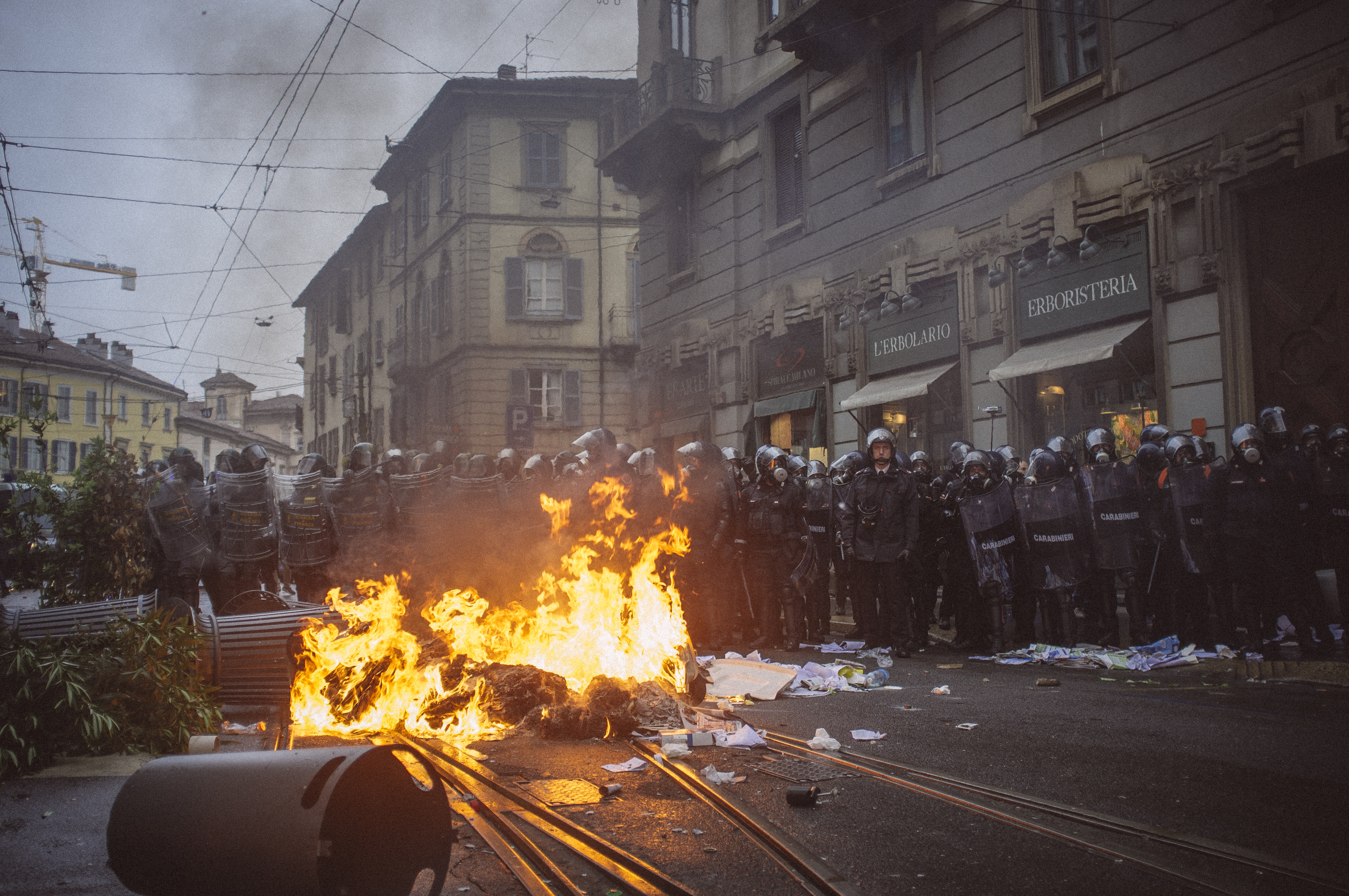
Proteste "No-Expo" durante l'inaugurazione di Expo 2015 a Milano

L'apertura dell'Expo il 1º maggio 2015 è stata accompagnata anche dalla protesta di attivisti anti-austerità e anarchici che hanno causato danni, portando la polizia a utilizzare i gas lacrimogeni.
Expo è stata inoltre oggetto di alcune tensioni con la Santa Sede; infatti papa Francesco ha condannato il concetto di Expo, affermando che "obbedisce alla cultura dei rifiuti e non contribuisce a un modello di sviluppo equo e sostenibile". Dato che la Città del Vaticano aveva in precedenza investito tre milioni di euro per ottenere il proprio padiglione durante l'evento prima della sua nomina al papato, Francesco ha affermato che, sebbene sia positivo che la Chiesa sia coinvolta in cause che combattono la fame e promuovono un'energia più pulita, troppi soldi sono stati sprecati sull'Expo stesso dalla Città del Vaticano.

##### Terremoti del 2016

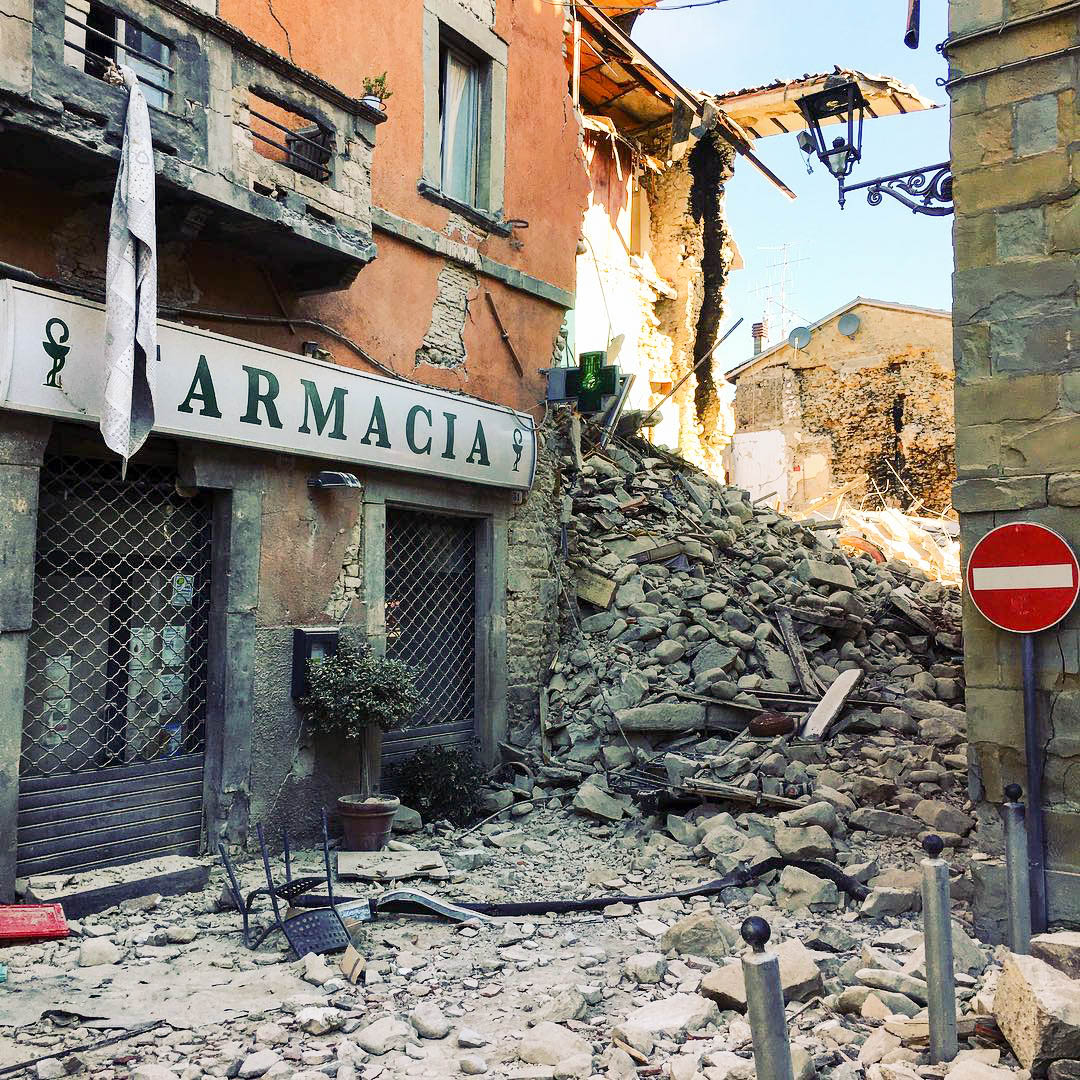
Macerie nel centro di Amatrice, 2016

Alle 03:36 del 24 agosto 2016, un terremoto di magnitudo 6,2 colpisce l'Italia centrale con epicentro ad Accumoli provocando la morte di 298 persone e 4 500 sfollati.
Il 1º settembre, Renzi ha nominato l'ex presidente dell'Emilia-Romagna Vasco Errani commissario speciale per la ricostruzione. Errani era già stato un commissario speciale durante il terremoto che ha colpito la sua regione natale nel 2012.

#### Politica internazionale

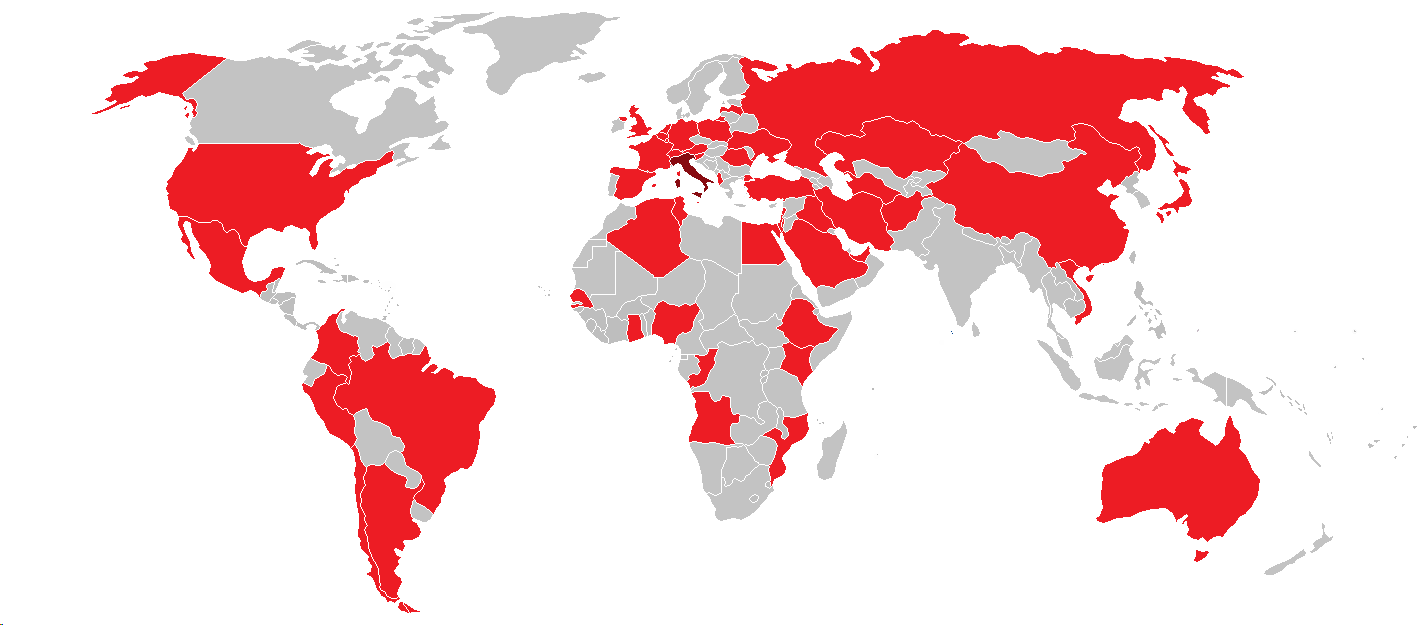
Viaggi all'estero del Presidente del Consiglio Matteo Renzi

Il suo governo ha affrontato delicate situazioni internazionali, come: il perdurarsi della crisi del debito in Europa; la guerra civile libica; l'invasione dell'Ucraina da parte della Russia; e infine la nascita e lo sviluppo dell'ISIS in Medio Oriente. In questo contesto, egli promuove le più forti relazioni con: il presidente della Repubblica francese François Hollande e il suo primo ministro Manuel Valls; il premier greco Alexīs Tsipras e con il presidente degli USA Barack Obama.
Il governo Renzi è anche stato tra i primi governi occidentali ad avvicinarsi all'Egitto di Al-Sisi sul fronte energetico e geopolitico. Tuttavia le relazioni si deteriorano in seguito alla morte di Giulio Regeni.

##### Europa

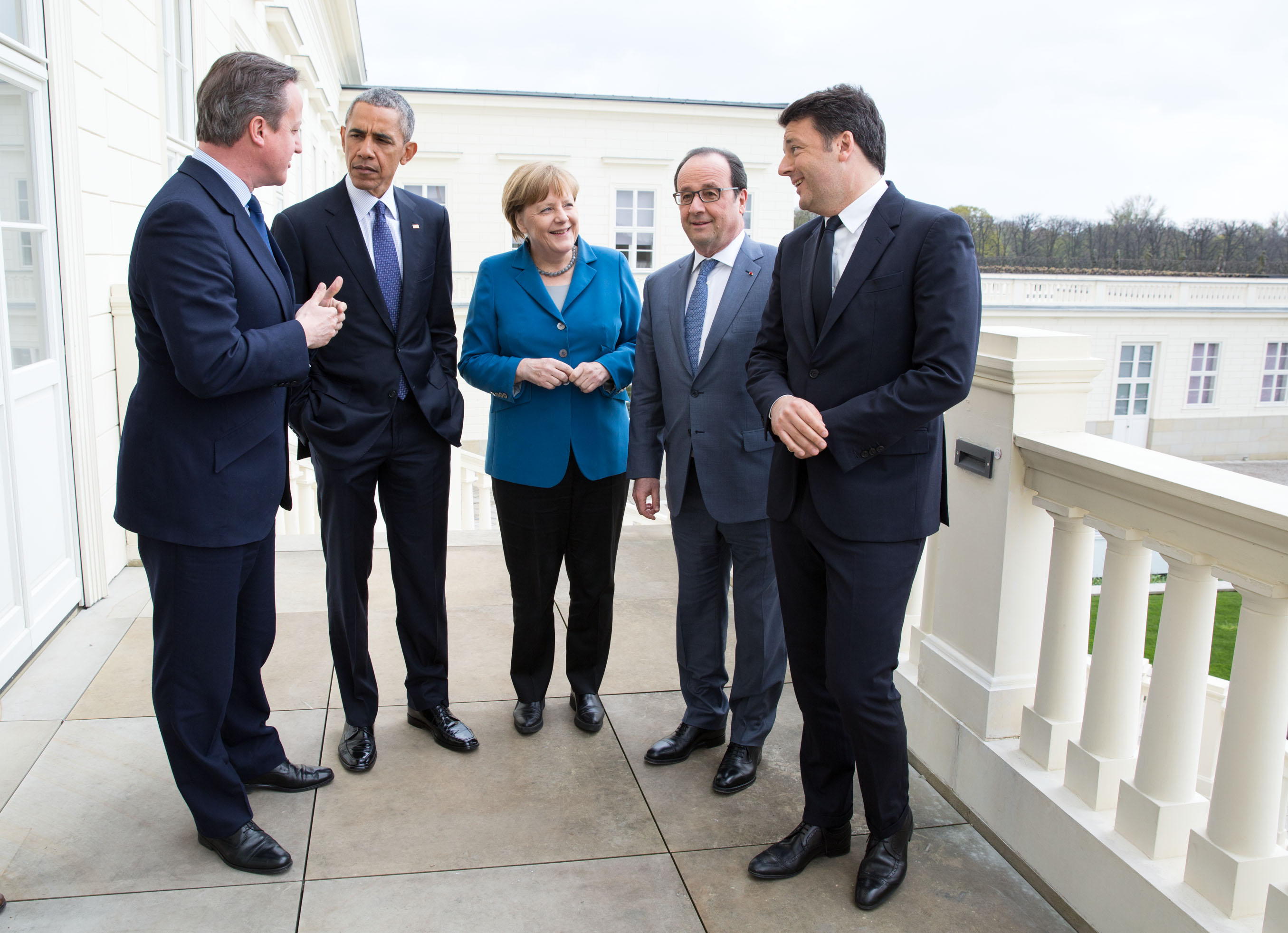
Renzi con François Hollande, Angela Merkel, Barack Obama e David Cameron il 25 aprile 2016

Il primo luglio del 2014 Renzi assume la carica di presidente del Consiglio dell'Unione europea.

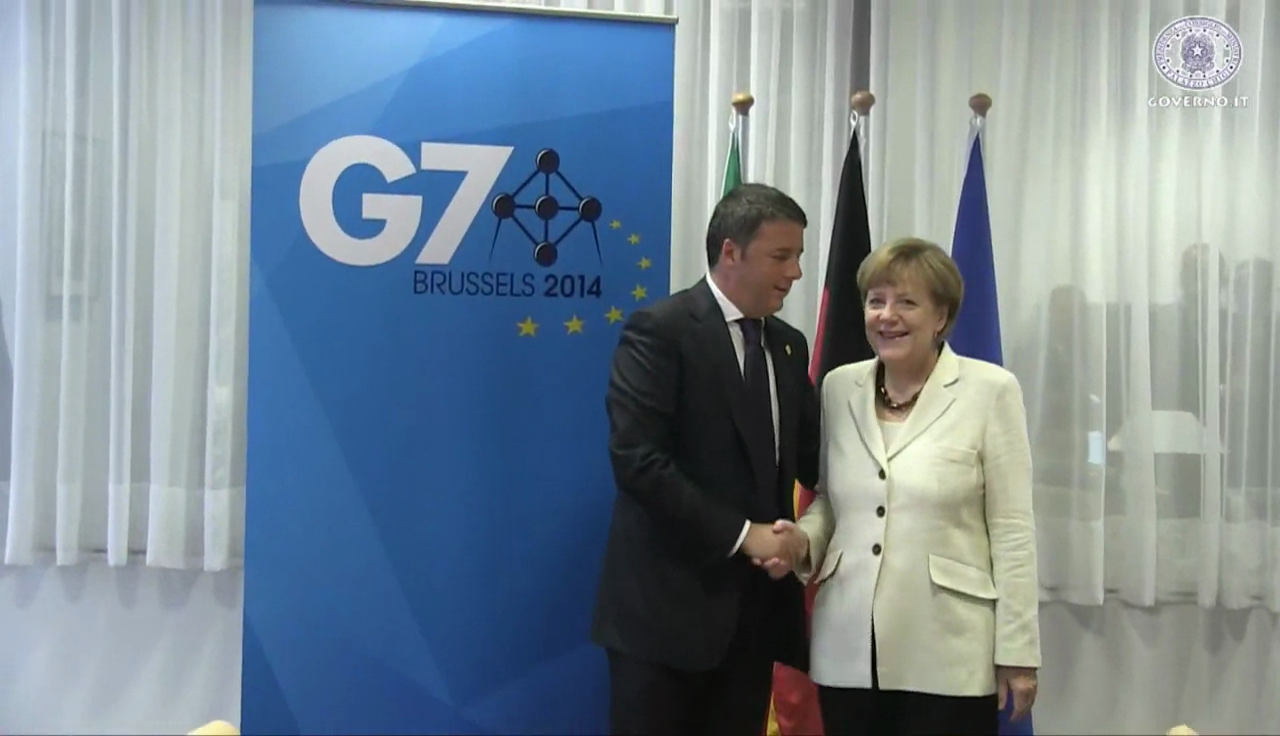
Matteo Renzi e la cancelliera tedesca Angela Merkel

Dopo le elezioni del Parlamento europeo del 2014, che hanno visto il Partito Democratico ricevere il maggior numero di voti di tutti i singoli partiti politici che partecipano alle elezioni in tutta l'Unione europea, Renzi è emerso come il leader più importante dei socialisti europei, opponendosi alla cancelliera tedesca Angela Merkel, ampiamente considerata la leader de facto del Partito Popolare Europeo. I due leader hanno avuto molti incontri bilaterali, il primo il 17 marzo 2014 a Berlino, dove i due leader hanno discusso importanti riforme che il governo italiano ha pianificato di fare sia in Italia sia nell'UE. Il 22 gennaio 2015, Merkel ha visitato Renzi nella sua città natale, Firenze, dove ha pubblicamente lodato le riforme "impressionanti" attuate dal suo governo. Il giorno seguente i due leader hanno tenuto una conferenza stampa congiunta davanti al David di Michelangelo.

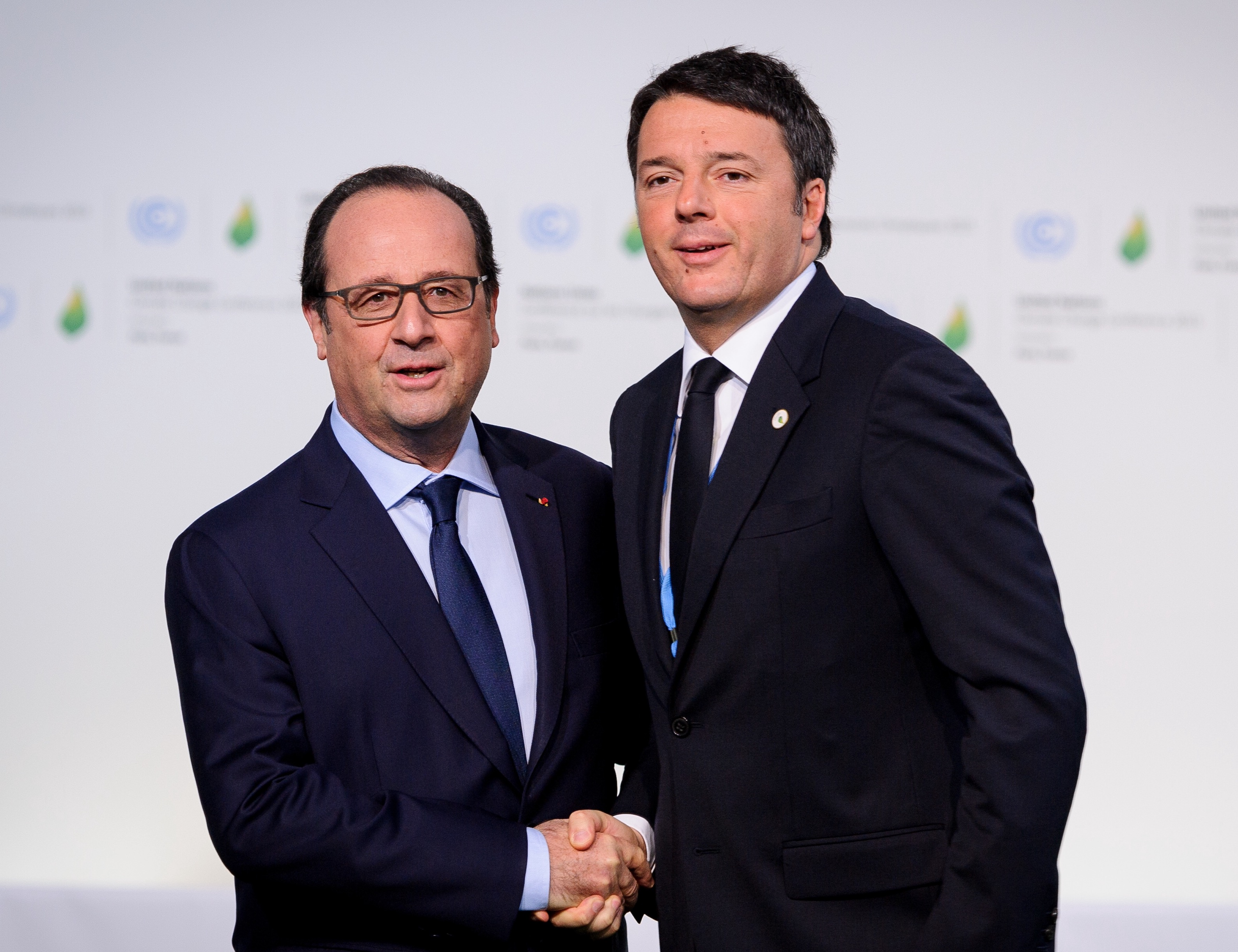
Renzi e il Presidente della Repubblica francese François Hollande nel 2015

Renzi è stato considerato come un alleato del presidente francese François Hollande del Partito Socialista. Il 15 marzo 2014 Renzi ha incontrato Hollande a Parigi, concordando con lui una politica economica comune incentrata non solo sulle misure di austerità imposte dalla cosiddetta Troika della Commissione europea, Banca centrale europea e Fondo monetario internazionale, ma anche su politiche più flessibili per promuovere la crescita economica nell'UE. Il 7 gennaio 2015, dopo l'attacco terroristico islamico di Parigi che ha causato la morte di 17 persone, Renzi ha espresso orrore e sgomento, offrendo i suoi più fervidi auguri al popolo francese e sancendo la sua vicinanza al ministro francese e alla sindaca di Parigi Anne Hidalgo. L'11 gennaio si è unito a più di 40 leader mondiali e tre milioni di persone nella Marcia Repubblicana organizzata dal presidente Hollande.
Renzi ha costruito un rapporto costruttivo con il primo ministro britannico David Cameron del Partito Conservatore. Durante il loro primo incontro il 1º aprile 2014, Cameron ha dichiarato che le riforme previste da Renzi erano "ambiziose" e che insieme i due uomini sarebbero stati in grado di cambiare l'Unione europea. Lo stesso giorno, Renzi ha incontrato anche l'ex primo ministro britannico Tony Blair, che Renzi aveva precedentemente definito come un'ispirazione politica per lui.
Il 1º agosto 2014, in seguito alla forte affermazione del suo partito alle elezioni del Parlamento europeo, Renzi ha nominato il suo ministro degli Esteri, Federica Mogherini, candidata a essere il nuovo Alto Rappresentante dell'Unione per gli Affari Esteri e la Sicurezza venendo infine confermata con successo, assicurando che l'Italia controllasse uno dei due posti più importanti della Commissione. La politica della Commissione europea entrante viene invece guidata da Jean-Claude Juncker, ex primo ministro lussemburghese.
Il 3 febbraio 2015, Renzi ha ricevuto il neoeletto primo ministro greco Alexis Tsipras della Coalizione della Sinistra Radicale, a Roma. I due leader hanno tenuto una conferenza stampa congiunta in cui si esprimeva preoccupazione per le misure di austerità imposte dalla Commissione europea e dichiarando che la crescita economica è l'unico modo per risolvere la crisi. Dopo la conferenza stampa, Renzi ha presentato a Tsipras una cravatta italiana in regalo. Tsipras, che era noto per essersi rifiutato di indossare una cravatta, ringraziò Renzi e disse che avrebbe indossato il dono per festeggiare dopo che la Grecia aveva rinegoziato con successo le misure di austerità.

##### Stati Uniti

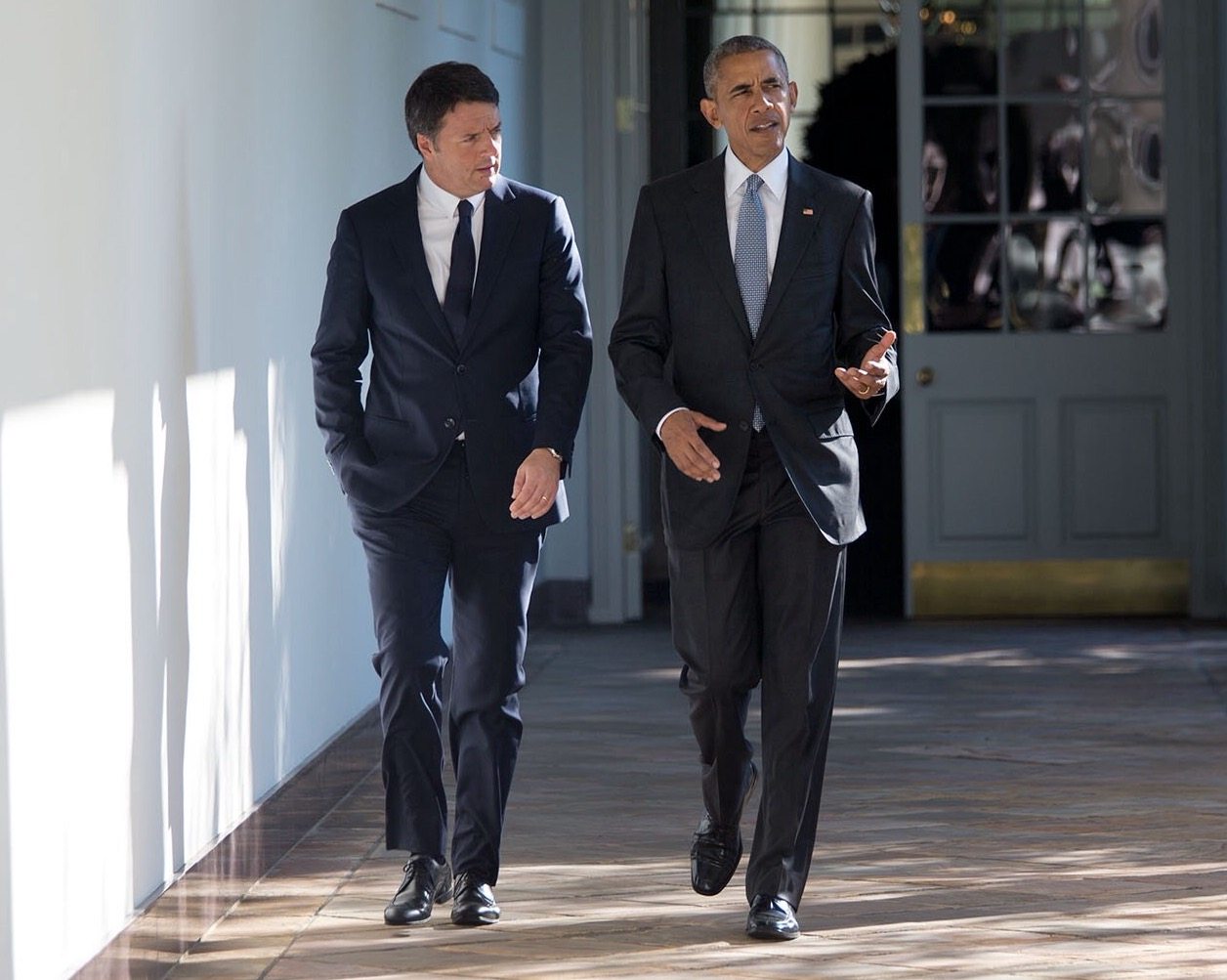
Renzi e il Presidente degli Stati Uniti d'America Barack Obama alla Casa Bianca nell'ottobre 2016

Renzi ha incontrato il presidente statunitense Obama per la prima volta il 24 marzo 2014, durante il viaggio di quest'ultimo a Roma. Renzi ha anche tenuto un incontro congiunto con Obama, Papa Francesco e il Presidente italiano Giorgio Napolitano. Obama dichiarò in seguito di essere rimasto impressionato dalle riforme che Renzi voleva intraprendere e lo stesso Renzi ha detto di considerare Obama un esempio per le politiche che voleva raggiungere.
Il 22 settembre, Renzi ha visitato la Silicon Valley, in California. A San Francisco ha incontrato giovani emigrati italiani che hanno creato startup negli Stati Uniti. Ha anche visitato la sede di Twitter, Google e Yahoo! per tenere colloqui con i dirigenti.
Il giorno seguente, Renzi ha parlato a un vertice delle Nazioni Unite a New York City, concentrandosi sul problema del cambiamento climatico. Dopo il vertice, Renzi incontrò l'ex presidente degli Stati Uniti Bill Clinton e sua moglie, l'ex segretario di Stato Hillary Clinton. Alla fine del suo viaggio, Renzi partecipò a un ricevimento condotto da Barack Obama.
Renzi è stato ricevuto alla Casa Bianca nell'aprile 2015. Lui e il presidente Obama hanno discusso su molte questioni, tra cui l'Ucraina, la Libia e l'ISIS. Hanno discusso dell'economia europea, del partenariato transatlantico per il commercio e gli investimenti, dei cambiamenti climatici e della sicurezza energetica. Nell'ottobre 2015, il governo italiano ha annunciato che avrebbe prolungato la sua presenza militare in Afghanistan insieme con l'esercito degli Stati Uniti, al fine di continuare la sua missione di sicurezza e prevenire l'ascesa di forze islamiche come Al-Qaeda e l'ISIS.

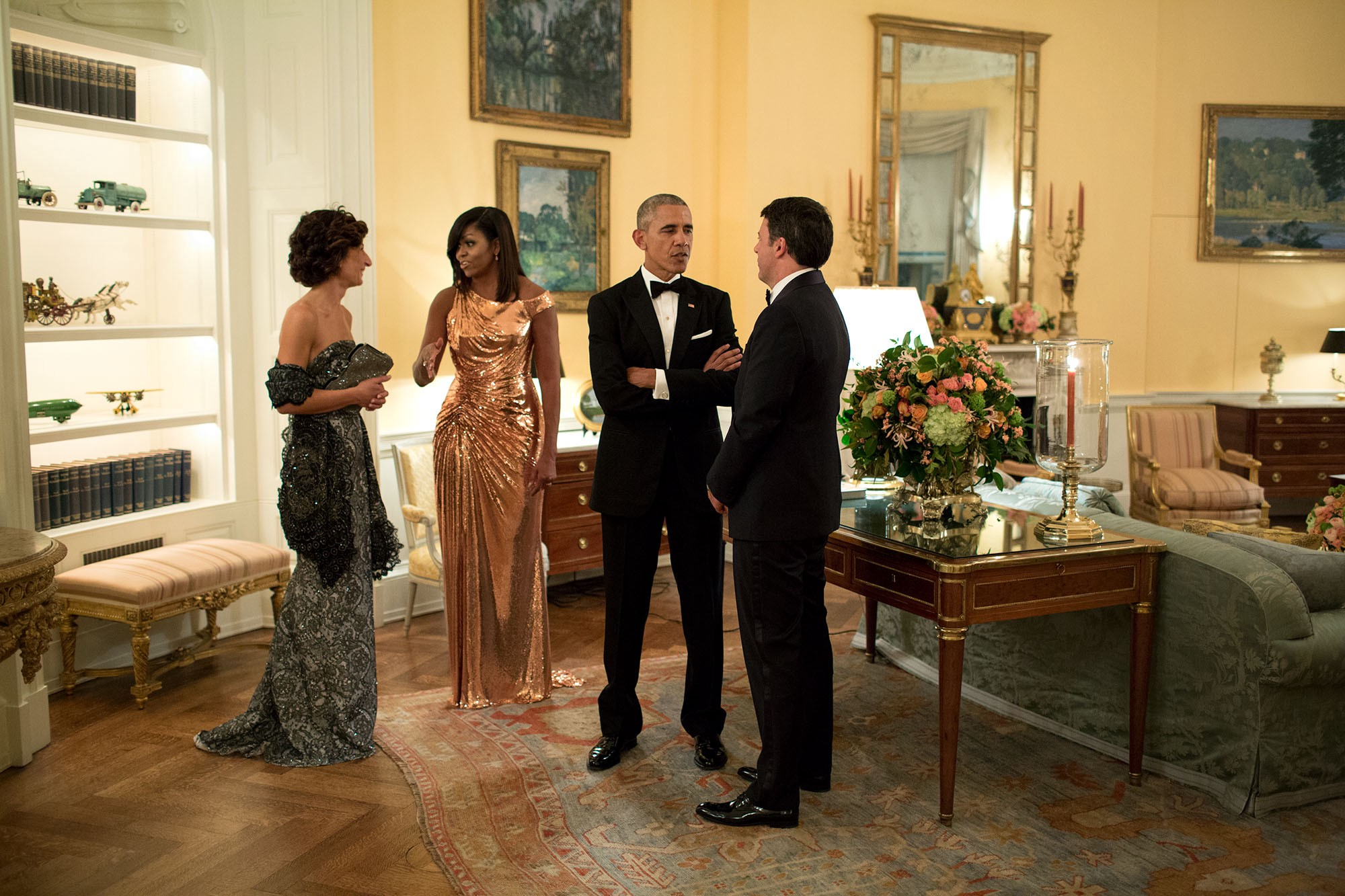
Matteo Renzi con la moglie Agnese Landini e i coniugi Obama nel 2016

Il 18 ottobre 2016, il presidente Obama ha invitato Renzi e sua moglie Agnese a partecipare a una cena ufficiale di stato alla Casa Bianca. I due uomini hanno tenuto una conferenza stampa congiunta. Tale cena è stata la sua ultima visita di stato come presidente.

##### Asia

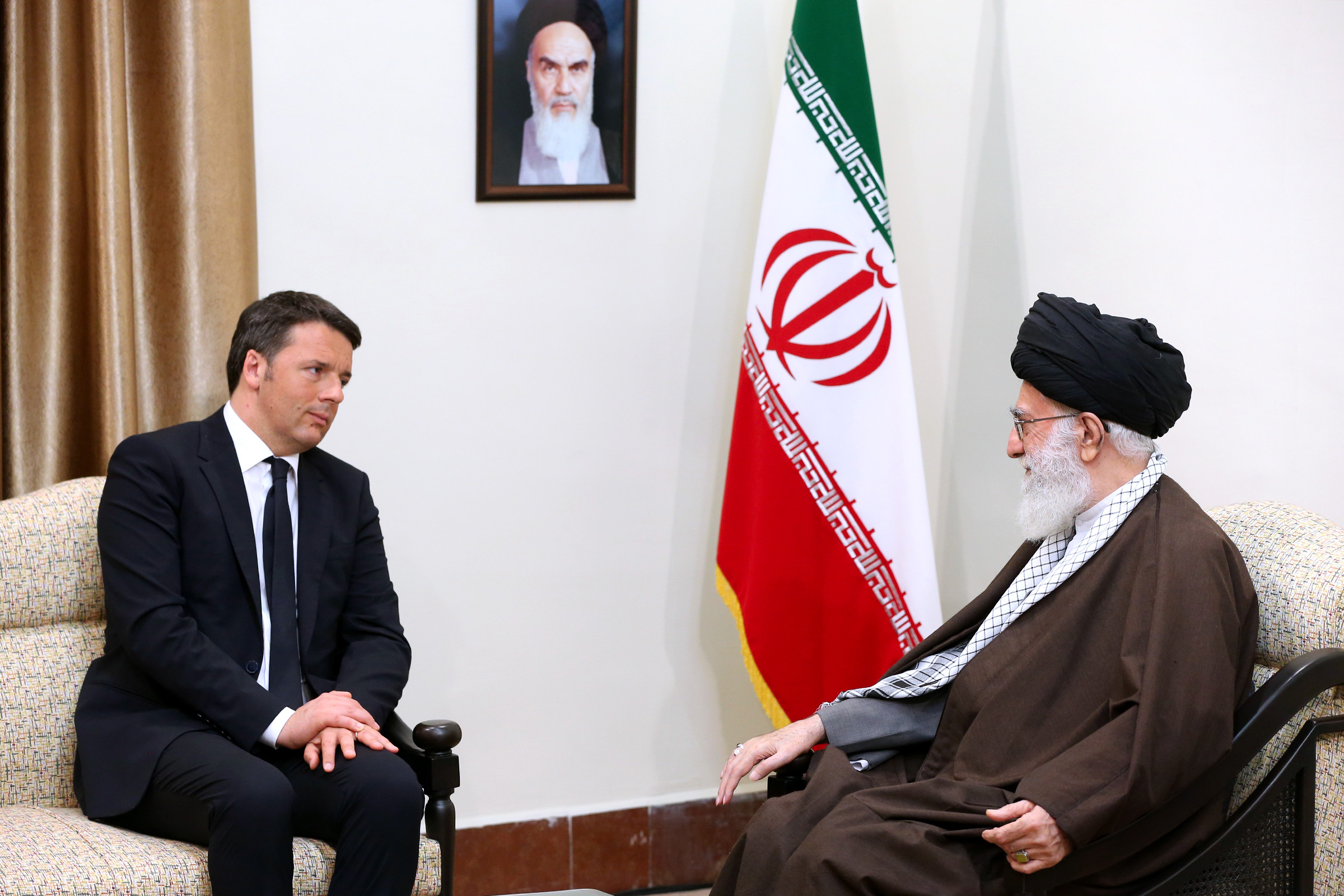
Matteo Renzi incontra a Tehran Ali Khamenei la guida suprema dell'Iran nell'aprile 2016.

Renzi ha stretto relazioni con il primo ministro giapponese Shinzō Abe; Il 6 giugno 2014, Renzi ha ricevuto il primo ministro Abe a Roma e i due leader si sono incontrati anche a Tokyo nell'agosto 2015 dove hanno discusso delle relazioni con la Cina e della stabilità dell'Asia orientale. Il 9 giugno, Renzi si è recato a Hanoi, in Vietnam, per incontrare il Presidente Tràn Tàn Sang e il Primo Ministro Nguy, per firmare trattati economici del valore di circa cinque miliardi di dollari. In questo modo, Renzi divenne il primo Presidente del Consiglio italiano a visitare ufficialmente il Vietnam dal 1973, quando incominciarono le relazioni diplomatiche tra l'Italia e il Vietnam del Nord.
L'11 giugno Renzi ha incontrato a Pechino il presidente cinese Xi Jinping, che si è congratulato con lui per le "importanti riforme" intraprese dal suo governo e ha assicurato che la Cina avrebbe continuato la cooperazione con l'Italia in vista di Expo 2015 a Milano. Diversi mesi dopo, in ottobre, Renzi incontrò il primo ministro cinese Li Keqiang a Roma per firmare venti trattati per un valore totale di otto miliardi di euro. Il 12 giugno Renzi ha incontrato il presidente kazako Nursultan Nazarbaev ad Astana, dove hanno discusso il ritiro delle truppe italiane dall'Afghanistan. Il 18 novembre Renzi si recò ad Aşgabat, in Turkmenistan, dove con il presidente turkmeno Gurbanguly Berdimuhamedow firmò una serie di patti economici per garantire un aumento dell'approvvigionamento di gas.

#### Sconfitta al referendum costituzionale e dimissioni

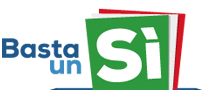
Manifesto a favore del Referendum costituzionale del 2016.

Dopo essere diventato Presidente del Consiglio, Renzi dichiarò che uno dei suoi compiti più importanti era quello di realizzare riforme costituzionali. Il quadro istituzionale italiano era rimasto sostanzialmente invariato dal 1º gennaio 1948, quando la Costituzione italiana entrò in vigore dopo essere stata approvata dall'Assemblea costituente il 22 dicembre 1947.
Durante il suo governo, il presidente Renzi ha deciso di avviare un ampio progetto di riforme costituzionali con l'abolizione del bicameralismo perfetto e la modifica della struttura e delle funzioni del Senato della Repubblica. Inoltre, dopo un controverso incontro con il capo di Forza Italia Silvio Berlusconi, ha proposto una nuova legge elettorale in sostituzione del cosiddetto Porcellum, dichiarato parzialmente costituzionalmente illegittimo dalla Corte costituzionale. La proposta, ribattezzata Italicum, prevedeva un sistema a collegi plurinominali con eventuale doppio turno e premio di maggioranza. La legge fu approvata nel maggio 2015 con il ricorso alla questione di fiducia, ma nel gennaio 2017 ne fu a sua volta riconosciuta la parziale illegittimità costituzionale.

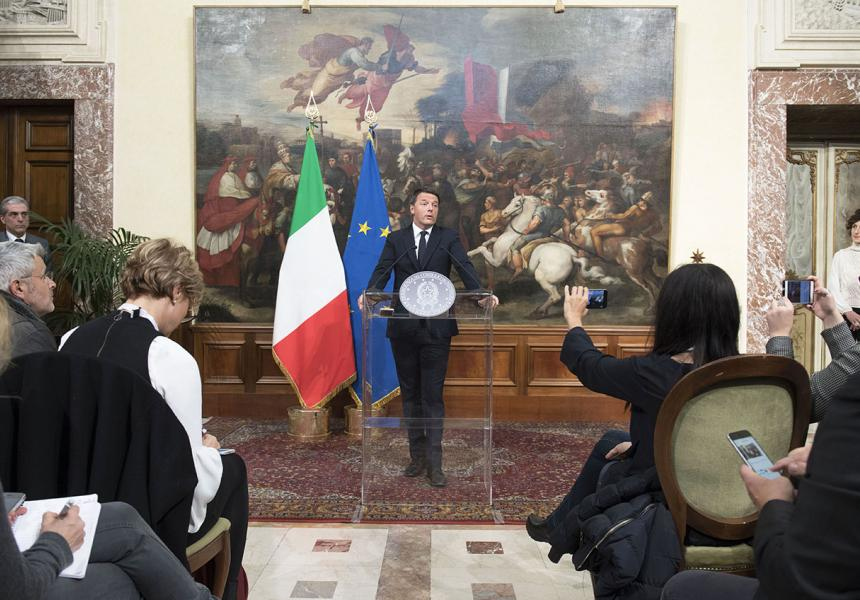
Matteo Renzi annuncia le proprie dimissioni a seguito della sconfitta referendaria del 4 dicembre 2016

Nell'aprile dello stesso anno, in merito alla suddetta riforma costituzionale, fu indetto un referendum popolare per il 4 dicembre. Renzi personalizzò il referendum arrivando a dire, in più occasioni, che in caso di sconfitta avrebbe ritenuto fallita e conclusa la sua esperienza in politica. In seguito alla sconfitta con il 59,11% di pareri negativi, Renzi annunciò le sue dimissioni da capo del Governo, formalizzate il 7 dicembre dopo l'approvazione della legge di bilancio. Tuttavia, smentendo sue ripetute precedenti dichiarazioni, decise di non abbandonare definitivamente la politica.

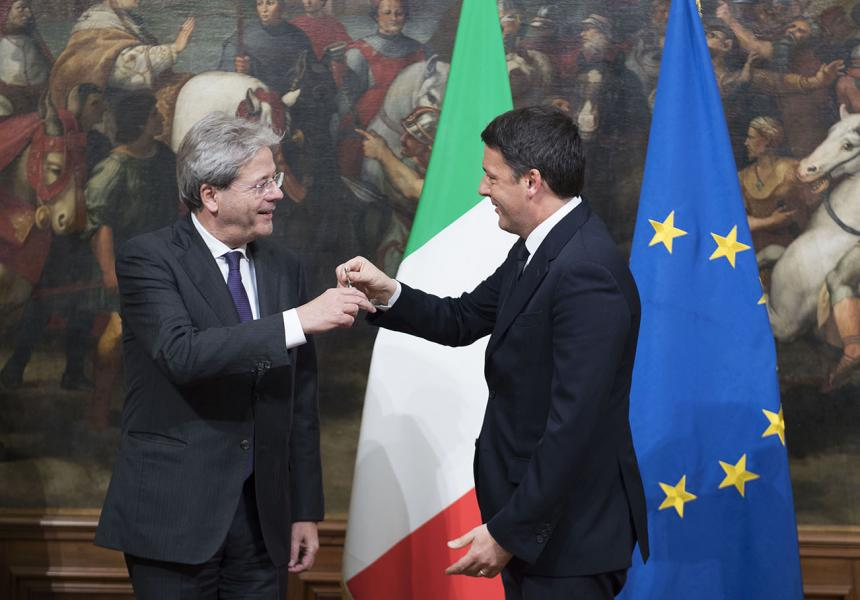
Renzi e il suo successore Paolo Gentiloni, nel tradizionale rito della campanella, a Palazzo Chigi, per il passaggio di consegne

Gli succede a Palazzo Chigi il suo ministro degli esteri, Paolo Gentiloni.

### Dopo la Presidenza del Consiglio

#### Elezioni primarie PD del 2017
Il 19 febbraio 2017 Renzi rassegna le dimissioni anche da segretario del Partito Democratico aprendo così la fase congressuale.
Il 6 marzo successivo Renzi ha presentato il suo programma elettorale per le primarie, in cui ha espresso la sua intenzione di rinnovare il partito, l'Italia e l'Europa. Ha anche annunciato un "ticket" elettorale con il ministro dell'agricoltura Maurizio Martina, che sarebbe diventato suo vicesegretario.
Dal 10 al 12 marzo, Renzi e i suoi sostenitori hanno partecipato alla convenzione Lingotto '17, organizzato dalla corrente renziana In Cammino nel quartiere Lingotto di Torino, dove il PD era stato fondato dieci anni prima da Walter Veltroni.
Tra i partecipanti di rilievo alla convenzione pro-Renzi c'erano il presidente del Consiglio Paolo Gentiloni, i ministri Pier Carlo Padoan, Marco Minniti, Dario Franceschini, Graziano Delrio, Roberta Pinotti, Marianna Madia e Maria Elena Boschi. Anche la storica leader radicale Emma Bonino ha partecipato alla manifestazione.

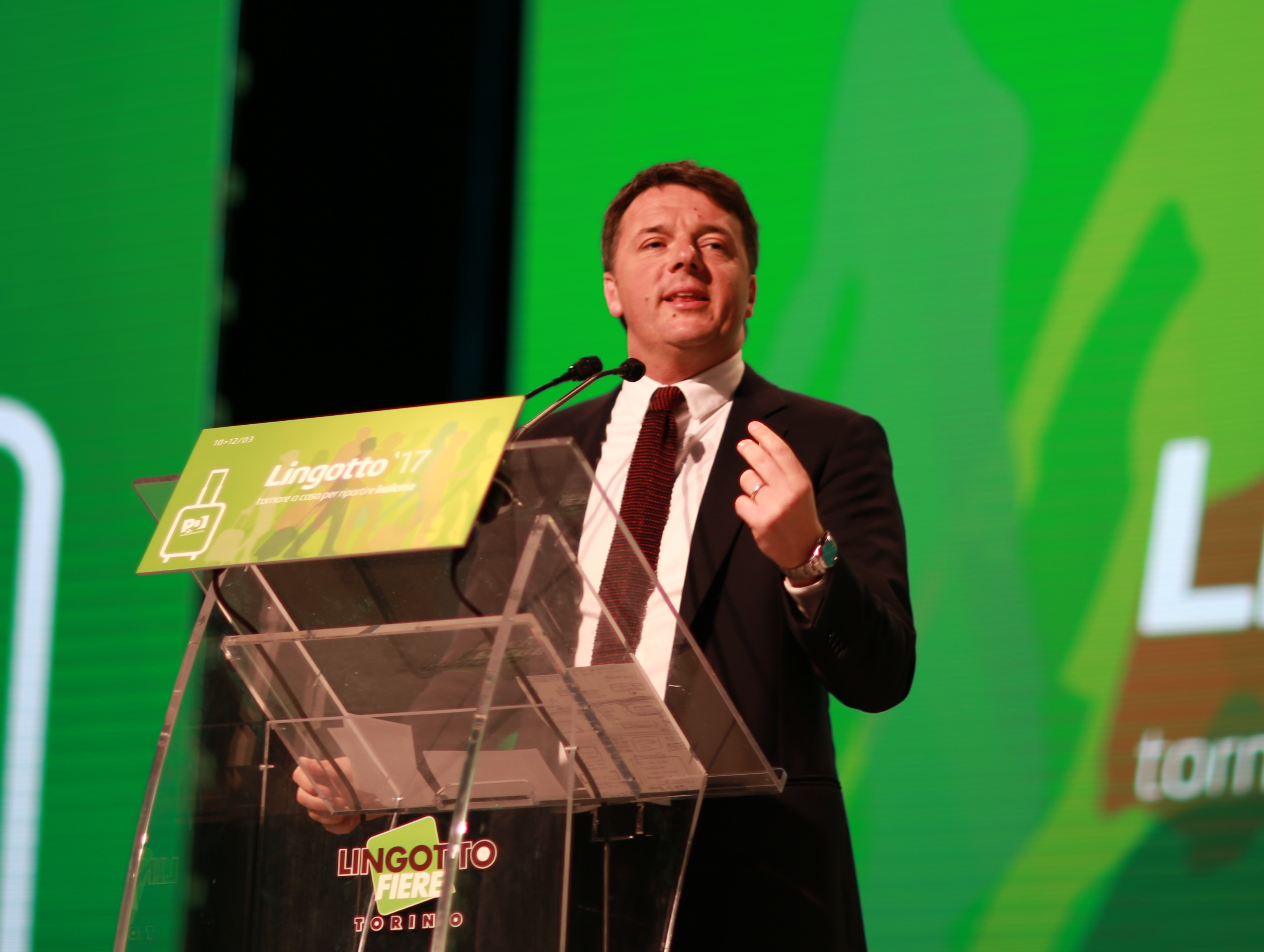
Renzi parla alla convenzione del Lingotto, 12 marzo 2017

Gli altri due candidati alle elezioni primarie sono stati il ministro della giustizia Andrea Orlando e il presidente della Puglia Michele Emiliano.
Dopo aver vinto il voto da parte degli iscritti al partito a marzo con quasi il 67% dei voti, il 30 aprile Renzi è stato rieletto segretario del partito con il 69,2% dei voti, mentre Orlando ha ricevuto il 19,9% ed Emiliano il 10,9%.

#### Sconfitta alle Politiche del 2018 e dimissioni

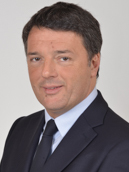
Matteo Renzi senatore nella XVIII legislatura.

Alle elezioni politiche del 2018 si assiste a una flessione nei voti per il PD, che ha riscosso il peggior risultato della sua storia e quella del centro-sinistra in Italia, attestandosi al 18,81% alla Camera e 19,14% al Senato. A seguito dell'esito deludente, Renzi fu costretto a rassegnare le dimissioni da segretario per la seconda volta, dove gli subentra Maurizio Martina come segretario reggente. In occasione delle medesime politiche del 2018 Renzi è stato candidato, ed eletto, tra i senatori della XVIII legislatura nel collegio uninominale Toscana - 01 (Firenze).
Nella fase di incertezza successiva al voto, Renzi ha escluso la possibilità di accordi di governo con la Lega o con il Movimento 5 Stelle, nonostante si fosse quasi trovata un'intesa con quest'ultimi:
(Matteo Renzi, intervista a Che tempo che fa, 29 aprile 2018)
Ciononostante, durante la crisi politica dell'agosto 2019, Renzi è stato il principale artefice della creazione di un governo volto a scongiurare il voto anticipato, lasciando la conduzione delle trattative al segretario del Partito Democratico Nicola Zingaretti e al leader del Movimento 5 Stelle Luigi Di Maio. Il 5 settembre, concluse le trattative per un governo "di discontinuità e di legislatura", ha prestato giuramento il governo Conte II.

### Uscita dal PD e fondazione di Italia Viva

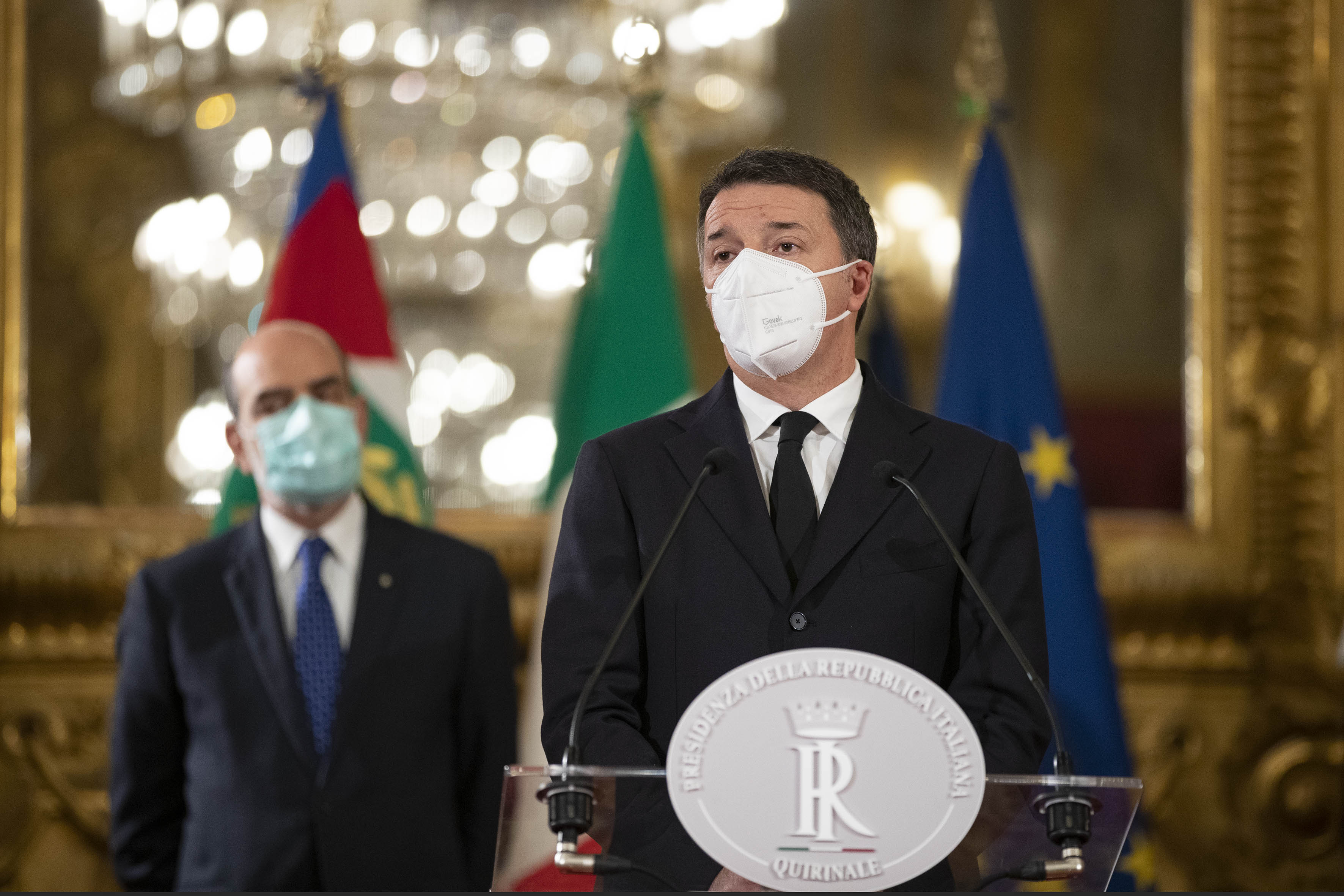
Renzi al Quirinale durante le consultazioni per la formazione di un nuovo governo, 28 gennaio 2021

Il 16 settembre 2019, pochi giorni dopo la formazione del governo Conte II, Renzi ha annunciato in un'intervista a la Repubblica la sua uscita dal PD e la sua intenzione di creare una nuova forza moderata; il giorno seguente ha annunciato il nome del nuovo partito: Italia Viva. La neonata forza politica ha ufficializzato il suo sostegno all'esecutivo, all'interno del quale operano le ministre Teresa Bellanova ed Elena Bonetti e dal sottosegretario agli esteri Ivan Scalfarotto. Il 18 settembre sono stati ufficializzati i gruppi parlamentari e i relativi componenti tra cui figurano i nomi di Roberto Giachetti, già candidato alla Segreteria del Partito Democratico, di Maria Elena Boschi, Davide Faraone e Gennaro Migliore.

### Caduta del governo Conte II
Dopo settimane di tensioni nella maggioranza, il 13 gennaio 2021, durante una conferenza stampa alla Camera, Renzi ha annunciato le dimissioni degli esponenti di Italia Viva dal Governo Conte II, ritirando il proprio sostegno parlamentare e innescando così la crisi di governo. Le dimissioni, a suo avviso, si sono rese necessarie in seguito alle divergenze tra Italia Viva e le altre forze di maggioranza in merito al MES, alla delega ai servizi segreti, alla ripartizione dei fondi presenti nel Recovery Fund, al ruolo di Domenico Arcuri e all'operato di alcuni ministri, tra cui Lucia Azzolina e Alfonso Bonafede. Sempre per questi motivi si è risolto negativamente il mandato esplorativo affidato a Roberto Fico che aveva il compito di ricompattare la maggioranza politica che sosteneva il Governo Conte II.
A seguito di ciò il Presidente della Repubblica Sergio Mattarella ha affidato a Mario Draghi l'incarico di governo.
Con la nascita del governo Draghi, in alcune interviste a quotidiani esteri Renzi ha rivendicato il merito di aver sostituito Conte con Draghi a Palazzo Chigi.
A maggio 2021 Matteo Renzi risulta essere il 5º senatore più assenteista a Palazzo Madama, avendo saltato 2.581 votazioni sulle 6.485 totali (senza contare le assenze in missione) e l'ultima volta che si è presentato in Senato da allora è stato il 30 marzo, saltando le votazioni di un certo rilievo come il decreto per l’emergenza COVID del 5 maggio.

### Il Terzo Polo con Calenda

#### Elezioni politiche del 2022

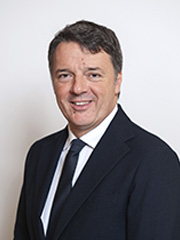
Matteo Renzi rieletto senatore nella XIX legislatura

Alle elezioni politiche anticipate del 2022, indette a seguito della caduta del governo Draghi, l'11 agosto Renzi stringe un accordo con Azione di Carlo Calenda, già ministro del suo governo, per la formazione di una lista elettorale unica nota informalmente come "Terzo Polo", con Calenda indicato come leader di quest'ultima, che correrà in autonomia rispetto alle coalizioni di centro-destra e centro-sinistra e in opposizione al Movimento 5 Stelle; Renzi viene ricandidato al Senato come capolista di Azione - Italia Viva nei collegi plurinominali Campania 1, Lombardia 2, Lombardia 3 e Toscana 1.
Durante la campagna elettorale Renzi ha ribadito ripetutamente, assieme al Terzo Polo, la volontà di formare un secondo governo presieduto da Mario Draghi dopo il voto, nonostante Draghi stesso il 16 settembre abbia detto che non è disponibile per un secondo mandato.
Alla tornata elettorale Renzi viene rieletto senatore nel collegio plurinominale Campania 1,  mentre il risultato della lista è stato del 7,79% alla Camera e il 7,73% al Senato, superando di molto la soglia di sbarramento (del 3%) ma al di sotto dell'obiettivo prefissato di superare la doppia cifra.

#### Federazione Azione - Italia Viva
Dopo le elezioni politiche, Azione e Italia Viva formano i gruppi parlamentari paritetici alla Camera e al Senato nella XIX legislatura, e l'8 dicembre 2022 Renzi firma con il segretario di Azione Carlo Calenda l'accordo per la nascita ufficiale della federazione tra i due partiti, in vista della confluenza in un nuovo partito unico, progetto poi sfumato.

### Elezioni europee del 2024
Dopo la rottura con Calenda, in vista delle elezioni europee del 2024 Renzi è uno dei promotori della lista di scopo Stati Uniti d'Europa (costituita da Italia Viva, +Europa, LibDem, Radicali Italiani, Partito Socialista Italiano e Italia C'è) e si candida in ultima posizione nelle circoscrizioni Italia nord-occidentale, centrale, meridionale e insulare. Tuttavia alla tornata elettorale la lista ottiene un risultato pessimo a livello nazionale, attestandosi al 3,77% dei voti, non riuscendo a superare la soglia di sbarramento (del 4%) necessaria per eleggere europarlamentari, rimanendo quindi escluso dal Parlamento europeo.

## Posizioni e idee politiche

### Tendenze politiche

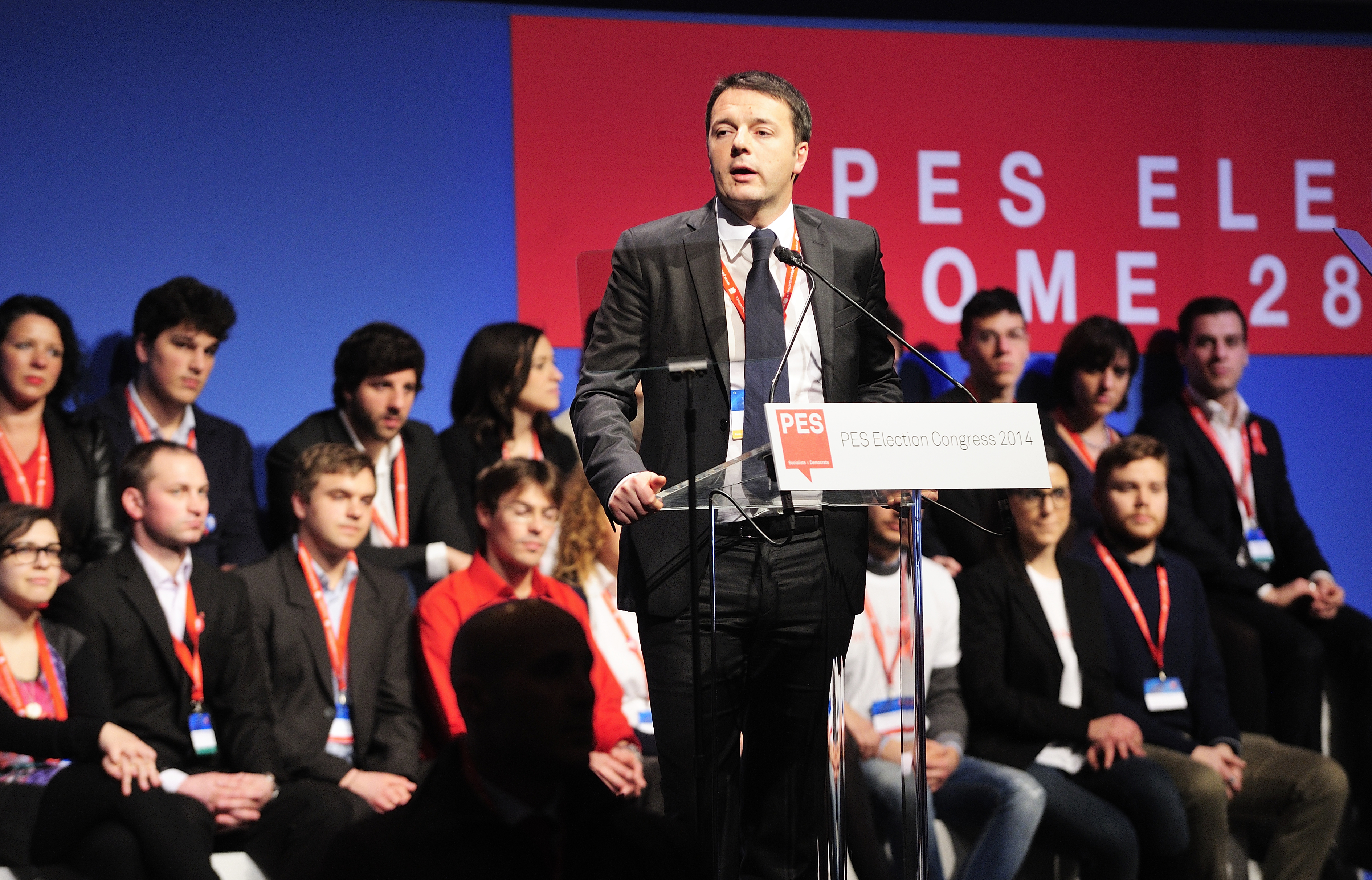
Renzi parla durante il congresso del Partito Socialista Europeo a Roma, 2014

Renzi si è dichiarato favorevole al ricambio generazionale della classe dirigente, tramite l'uso di elezioni primarie. Sostiene alcune iniziative atte a ridurre il costo della politica, tra cui l'eliminazione di una delle due camere, l'abolizione del finanziamento pubblico ai partiti, l'elezione diretta dei politici da parte dei cittadini, le abolizioni dei vitalizi e la cancellazione dei contributi statali ai giornali di partito.
Riguardo al Partito Democratico ha dichiarato che il PD dovrebbe maggiormente guardare al futuro, alle proposte e alle idee, anziché parlare in "politichese" e inseguire le alleanze "contro qualcuno". Renzi guarda alla sinistra come qualcosa di diverso rispetto alle versioni novecentesche. La sua visione di sinistra è liberale, con una vocazione maggioritaria, che si rifà alle politiche fatte da Tony Blair in Inghilterra. Guarda con interesse alle proposte in tema di lavoro ed economia di Tito Boeri e Luigi Zingales, tra cui la flexicurity ispirata al modello scandinavo. Nel 2012 Renzi ha dichiarato di considerare il liberismo come un principio di sinistra, citando come modelli d'ispirazione in tal senso Tony Blair, Andrea Ichino e il già citato Zingales, e suscitando parecchie critiche soprattutto da sinistra.
Le sue posizioni politiche sono considerate da alcuni osservatori "non di sinistra", piuttosto Renzi è considerato un politico di centro, come del resto è centrista il partito da lui fondato, Italia Viva. In particolare, il suo pranzo ad Arcore con Silvio Berlusconi nel dicembre 2010 ha suscitato molte polemiche e perplessità. Berlusconi ha dichiarato: «Renzi porta avanti le nostre idee, sotto le insegne del PD», Renzi ha smentito facendo riferimento alla vittoria da lui riportata al primo turno delle primarie in regioni tradizionalmente orientate a sinistra.
Renzi si è più volte dichiarato contrario al populismo. In particolare è contrario a un'alleanza stabile tra PD e M5S, e a favore di un'alleanza delle forze, a dir suo, "responsabili" e non populiste.
Favorisce alleanze di centro con partiti politici di ispirazione liberale, socialdemocratica, riformista, ma che non escluda anche forze politiche appartenenti all'area di centro-destra.
In disaccordo con gli altri partiti che compongono la maggioranza nel governo Conte 2, sostiene che «Il Recovery Plan per “guarire il Paese” dalla pandemia presentato dal Presidente del Consiglio Conte non è ambizioso e concentra poche risorse per settori fondamentali quali la sanità». Ha pertanto tenuto una conferenza stampa alla Camera dei deputati il 28 dicembre, nel quale illustrava il piano CIAO (Cultura, Infrastrutture, Ambiente, Opportunità), chiaro riferimento alla parola italiana "ciao" e a quella che sarebbe stata la prossima uscita del suo gruppo parlamentare dal governo, causandone la crisi e la caduta.
Il 21 luglio 2021 firma i referendum sulla giustizia promossi dal Partito Radicale e dalla Lega.

### Diritti civili
Nel 2007 ha sostenuto il Family Day e sulle unioni civili ha dichiarato che sono "un controsenso rispetto alle vere urgenze del Paese" e che "non c’è bisogno di essere cattolici per difendere la famiglia". Tuttavia nel 2012 in un'intervista su Max si è dichiarato a favore della "civil partnership" (unioni civili sul modello britannico) e ha dichiarato che "il matrimonio, parlando da politico, non deve essere considerato un sacramento". Nel febbraio 2016 come Presidente del Consiglio ha posto la questione di fiducia sulla cosiddetta "legge Cirinnà", che consente e regolamenta le unioni civili tra persone dello stesso sesso, che è stata quindi approvata.

### Temi ambientali
Renzi ha votato contro il nucleare ai referendum del 2011 e si è espresso a favore del ricarico sulle bollette dei costi per gli investimenti sull'acqua pubblica; ha sostenuto a Firenze le pedonalizzazioni e un piano strutturale a volumi zero.
Anni dopo tuttavia, in qualità di Segretario del PD e Presidente del Consiglio dei ministri, ha indicato la linea politica ufficiale del partito nell'astensione per il referendum abrogativo sulle trivelle del 17 aprile 2016, giungendo a definirlo "una bufala". Il referendum non sortì effetti per il mancato raggiungimento del quorum dei votanti.

## Attività extra-politiche
Dall'inizio del 2018 Renzi ha avviato l'attività di conferenziere (retribuito) in giro per il mondo. È inoltre presente nel board di alcune società estere. È membro del Future Investment Initiative, la fondazione che fa capo al principe ereditario dell'Arabia Saudita, Mohammad bin Salman. Nel febbraio 2021 hanno suscitato polemiche le dichiarazioni di Renzi riportate sui canali telematici del Future Investment Initiative, nell'ambito degli incontri di quella che è stata ribattezzata la "Davos del deserto". A Riyad, Renzi (membro del board di Future Investment Initiative) ha intervistato il principe ereditario Mohammad bin Salman e ha definito l'Arabia Saudita come il luogo di "un nuovo Rinascimento per il futuro".
Renzi nell'agosto 2021 entrò nel consiglio d'amministrazione di Delimobil, la più grande società di car sharing in Russia di proprietà dell'imprenditore italiano Vincenzo Trani, presidente della Camera di commercio italo-russa (ente privato con sede a Milano). Il fatto è emerso nell'ambito della procedura di trasparenza avviata da Delimobil in occasione della quotazione a Wall Street. In seguito all'invasione russa dell'Ucraina del 2022, Renzi ha inoltrato le proprie dimissioni a Delimobil con effetto immediato, il giorno stesso dell'inizio del conflitto.
Il 5 aprile 2023 Renzi, pur non essendo mai stato un giornalista, in conferenza stampa con Pietro Sansonetti annuncia che a partire dal 3 maggio, per un anno, sarà direttore editoriale del giornale Il Riformista, affiancato da Andrea Ruggieri come direttore responsabile, succedendo allo stesso Sansonetti.
Nel giugno del 2024 diventa membro del Tony Blair Institute for Global Change dell’ex premier inglese in qualità di Consigliere strategico.

## Controversie e procedimenti giudiziari

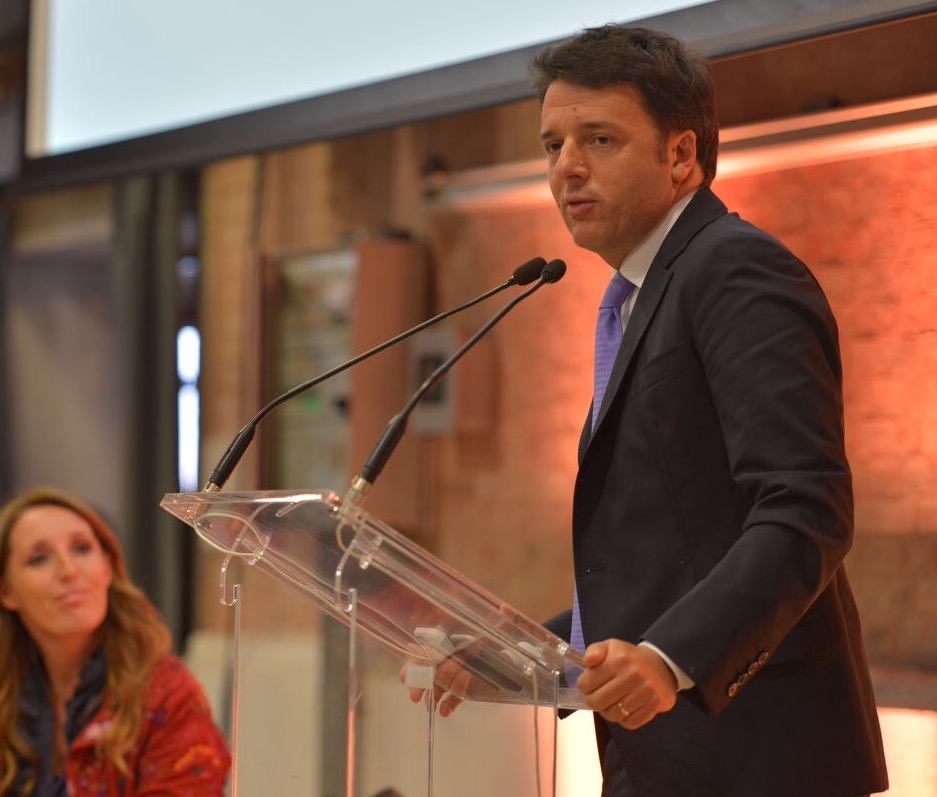
Renzi a Venezia il 16 ottobre 2015

### Spese di rappresentanza
Nel 2012 la Corte dei conti ha aperto un'indagine sulle spese di rappresentanza effettuate dalla Provincia durante il mandato di Renzi, che ammontano a circa 600 000 euro e, secondo il Fatto Quotidiano, il ministero del Tesoro indaga su Florence Multimedia, società in house voluta da Renzi, alla quale la Provincia di Firenze, durante la sua presidenza, avrebbe concesso un affidamento di servizi "per un importo superiore a quello previsto dai regolari contratti di servizio".

### Danno erariale
Relativamente a quando era presidente della provincia di Firenze la giustizia contabile ha contestato la categoria di inquadramento di quattro persone nello staff, dichiarate dallo stesso procuratore totalmente estranee a famiglia e amicizie di Renzi, assunte presso la provincia di Firenze, a tempo determinato in categoria con obbligo di laurea pur essendone privi, quindi con uno stipendio maggiorato irregolarmente e dov'era presente anche l'amico Marco Carrai. Il 5 agosto 2011 Renzi è stato condannato in primo grado, insieme con altre venti persone, dalla Corte dei conti della Toscana per danno erariale al pagamento di una somma totale di 50 000 euro, di cui 14 000 a carico proprio, gli altri a venti persone fra colleghi di giunta e funzionari. La richiesta della procura era stata inizialmente di un totale di 2 milioni e 155.000 euro, con dunque una significativa riduzione dei termini dell'accusa al termine del primo grado di giudizio. Renzi ha impugnato comunque in appello la sentenza, confidando in un'ulteriore revisione del caso e conseguente decadimento delle accuse. La Corte dei Conti della Toscana ha esteso il contraddittorio nei confronti di Renzi (dopo che la Procura Contabile ne aveva stabilito l'archiviazione) riguardo alla sua eventuale responsabilità per danno erariale, rinviando l'udienza d'appello al settembre del 2014. A gennaio 2015, un cortroverso emendamento di riforma della Pubblica amministrazione del PD creava polemiche riguardo la “responsabilità amministrativo-contabile”. Il 6 febbraio la Corte dei Conti ha annullato la condanna pronunciata in primo grado.

### Contributi pensionistici
L'8 ottobre 2012 Alessandro Maiorano, un dipendente del Comune di Firenze, ha presentato un esposto alla Guardia di Finanza per denunciare il fatto che il presidente di provincia e poi sindaco Matteo Renzi usufruisse di contributi pensionistici dirigenziali, essendo stato messo in aspettativa dall'azienda di famiglia CHIL srl, in cui era stato assunto come dirigente 8 mesi prima di essere messo in aspettativa per via dell'elezione a presidente della provincia. Renzi ha giustificato il fatto come un piano di riordino delle cariche interno all'azienda, che ha avuto come conseguenza la nomina a dirigente del futuro candidato sindaco. In ogni caso, nonostante non sia mai partito alcun procedimento penale a suo carico, Renzi ha scelto di rinunciare alla pensione e all'aspettativa in questione. Da un'inchiesta de Il Fatto Quotidiano del luglio 2015 Renzi non avrebbe mai offerto la restituzione dei contributi figurativi versati all'ente previdenziale sulla sua posizione pensionistica (pari a circa 200 000 euro), e nel contempo, avrebbe riscosso il relativo trattamento di fine rapporto corrispondente a una somma complessiva di circa 48 000 euro al lordo delle tasse per il periodo 2004 - 2014. Avendo Renzi rinunciato al trattamento pensionistico, comunque, i contributi versati non potranno mai trasformarsi in un trattamento pensionistico a suo favore. A settembre 2015 il PM chiede l'archiviazione del procedimento.

### Casa di Firenze
Nel marzo 2014 la procura di Firenze ha aperto un'inchiesta senza indagati, per fare chiarezza sulla casa di Firenze dove Renzi ha avuto la residenza dal 2011 al 2013, il cui affitto è sempre stato pagato dall'imprenditore Marco Carrai (Marco Carrai ha ottenuto svariati incarichi in società controllate dal Comune e appalti dall'amministrazione, anche se per la maggior parte ottenuti prima dell'amministrazione Renzi). Renzi ha dichiarato di non essere preoccupato circa la possibilità di assimilare il suo caso ad altri noti precedenti di immobili acquistati "a propria insaputa", in quanto quella non era "la casa di Renzi, pagata da Carrai" bensì "la casa di Carrai, pagata da Carrai", della quale aveva usufruito in virtù dell'amicizia con l'imprenditore e della vicinanza a Palazzo Vecchio. A settembre 2015 il PM chiede l'archiviazione del procedimento.

### Insider trading
Su segnalazione della CONSOB, nel 2015 la procura di Roma aprì un'indagine per insider trading, nell'ambito della quale furono ascoltati Carlo De Benedetti e anche l'allora Presidente del consiglio Renzi; tra gli atti d'inchiesta rientra una registrazione telefonica la cui trascrizione fu resa nota nel gennaio 2018. Nella telefonata, avvenuta il 16 gennaio 2015, De Benedetti invitava il proprio operatore finanziario Gianluca Bolengo a comprare azioni delle banche popolari, rivelando che Renzi lo aveva informato in anticipo della sicura approvazione di lì a pochi giorni del decreto banche da parte del governo; ciò gli permise di investire cinque milioni di euro guadagnando in poco tempo 600 000 euro di plusvalenza. Nel febbraio 2016 inoltre De Benedetti parlò alla CONSOB dei suoi assidui rapporti con lo stesso Renzi (oltre ai due ministri Maria Elena Boschi e Pier Carlo Padoan), rivendicò la paternità del Jobs Act e giunse ad affermare del governo Renzi che «si chiama governo, ma sono quattro persone».

### L'acquisto della villa
Nell'estate 2018 viene diffusa la notizia che Matteo Renzi e sua moglie erano in procinto di acquistare una villa in via Pietro Tacca a Firenze al prezzo di 1,3 milioni di euro, di cui 400 000 euro versati in anticipo alla stipula del contratto preliminare di compravendita. Tale notizia suscitò diverse polemiche, poiché in precedenza, nella puntata del 18 gennaio 2018 della trasmissione televisiva Matrix durante la campagna elettorale, Renzi aveva mostrato l'estratto conto del proprio deposito bancario, su cui risultavano solo 15 859 euro. Inoltre risultava che i coniugi Renzi pagassero già una rata mensile di 4 250 euro per il mutuo della vecchia abitazione di Pontassieve (che non è ancora stata venduta). Renzi ha poi smentito le tesi accusatorie, evidenziando che a marzo 2018 era stato eletto senatore, per cui disponeva di "un ottimo stipendio" compatibile con l'acquisto della villa. Successivamente è stato reso noto che, nello stesso anno 2018, Renzi aveva acquistato anche una Mini Cooper SD (automobile con un valore di listino di circa 35 000 euro), mentre i redditi complessivi dell'anno precedente (2017) ammontavano complessivamente a 29 315 euro.

### Altro danno erariale
Il 4 luglio 2019 Renzi è stato condannato in primo grado dalla Corte dei Conti toscana al versamento di 15 000 euro per un danno erariale che la procura aveva valutato in 800 000 euro, relativo al 2005 quando era Presidente della Provincia di Firenze. Il procedimento riguarda la nomina di un collegio di direzione provinciale di quattro Direttori Generali anziché di un singolo dirigente, come previsto dallo Statuto. Il fatto era stato in precedenza contestato anche al segretario provinciale, poi deceduto. Un secondo procedimento riguarda la nomina nel suo staff di due collaboratori privi di laurea quando era sindaco di Firenze. Il 14 maggio 2021 la Corte dei Conti ha accolto l'appello di Renzi e lo ha assolto. A marzo 2022, la Corte dei Conti lo condanna per i due collaboratori assunti irregolarmente a 69 mila euro di danno erariale.

### Finanziamento illecito e false fatturazioni
Nel luglio 2021, il quotidiano Domani rivela che la Procura di Roma ha iscritto Renzi nel registro delle notizie di reato qualche settimana prima, indagandolo per finanziamento illecito e false fatturazioni in merito a un’inchiesta sui rapporti economici tra lo stesso Renzi e l’agente televisivo Lucio Presta, anch'egli indagato.

### "Bestia" renziana
Nel novembre 2021 è oggetto di critiche uno scambio di email tra Renzi, l'ex spin doctor e giornalista Fabrizio Rondolino e l'amico e imprenditore Marco Carrai, agli atti di un'inchiesta su Open. Renzi è accusato, da parte della politica e della stampa, di aver creato una sua "Bestia" (dall'appellativo col quale era informalmente soprannominato dai media un software collaborativo della Lega per la creazione e pubblicazione di contenuti online) allo scopo (si legge nelle email) di "distruggere la reputazione e l'immagine pubblica" degli avversari mediante un sito, non riconducibile a sé, "da costruire su un server estero non sottoposto alla legislazione italiana", grazie anche a "software israeliani, amicizie pilotate, profili falsi e fake news". Il senatore si giustifica affermando: "Questa email è stata inviata da Rondolino come ipotesi di scuola, alla quale ovviamente nessuno ha dato corso".

### Rapporti con Mohammed bin Salman e operazioni sospette
Nel 2021 l'Unità Antiriciclaggio della Banca d'Italia segnala "operazioni sospette" per pagamenti ricevuti da Mohammed bin Salman.
Nel 2022 Renzi dichiara di essere amico e consulente personale dell'emiro Bin Salman, e di aver ricevuto da lui 1,1 milioni di euro per prestazioni di consulenza.

### Inchiesta Open
Il 7 novembre 2020 viene iscritto nel registro degli indagati presso la Procura di Firenze con l’accusa di finanziamento illecito continuato attraverso la Fondazione Open insieme a Luca Lotti, Maria Elena Boschi, l’avvocato Alberto Bianchi e l’imprenditore Marco Carrai, tutti membri del cosiddetto “Giglio Magico“ renziano. A loro viene contestato il finanziamento illecito continuato “perché in concorso tra loro, in esecuzione di un medesimo disegno criminoso (…) Bianchi, Carrai, Lotti e Boschi in quanto membri del consiglio direttivo della Fondazione Open riferibile a Renzi Matteo (e da lui diretta), articolazione politico- organizzativa del Partito Democratico (corrente renziana), ricevevano in violazione della normativa citata i seguenti contributi di denaro che i finanziatori consegnavano alla Fondazione Open: circa 670.000 euro nel 2012, 700.000 nel 2013, 1,1 milioni nel 2014, 450.000 nel 2015, 2,1 milioni nel 2016, 1 milione nel 2017 e 1,1 milioni nel 2018”. Il 9 febbraio 2022 la Procura di Firenze chiede il rinvio a giudizio di Matteo Renzi e altre 10 persone per l’inchiesta sulle presunte irregolarità nei finanziamenti alla Fondazione Open. Il 25 febbraio 2022 la Procura di Genova chiede di archiviare la denuncia di Renzi ai magistrati.
Nel dicembre 2024 Renzi viene prosciolto dal GUP unitamente agli altri imputati.

## Opere

### Libri
- Matteo Renzi (con Lapo Pistelli e interventi di Romano Prodi, Luciano Violante, Carlo Conti), Ma le giubbe rosse non uccisero Aldo Moro. La politica spiegata a mio fratello, Firenze, Giunti, 1999, ISBN 88-09-01483-9.
- Matteo Renzi, Tra De Gasperi e gli U2. I trentenni e il futuro, Firenze, Giunti, 2006, ISBN 88-09-04793-1.
- Matteo Renzi, A viso aperto, Firenze, Polistampa, 2008, ISBN 978-88-596-0448-8.
- Matteo Renzi (con Giancarlo Antognoni, Ettore Bernabei, Cesara Buonamici, Franco Cardini e Irene Grandi), "La mi' Firenze". 1949-2009. Confartigianato racconta la città, Firenze, Polistampa, 2010, ISBN 978-88-596-0755-7.
- Matteo Renzi, Fuori!, Milano, Rizzoli, 2011, ISBN 978-88-17-04899-6.
- Matteo Renzi, Stil Novo. La rivoluzione della bellezza tra Dante e Twitter, Milano, Rizzoli, 2012, ISBN 978-88-17-05642-7.
- Matteo Renzi, Oltre la rottamazione, Milano, Mondadori, 2013, ISBN 978-88-04-63298-6.
- Matteo Renzi, Avanti. Perché l'Italia non si ferma, collana Serie Bianca, Milano, Feltrinelli, 2017, ISBN 978-88-07-17313-4.
- Matteo Renzi, Un'altra strada: idee per l'Italia di domani, collana Nodi, Venezia, Marsilio Editori, 2019, ISBN 978-88-297-0140-7.
- Matteo Renzi, La mossa del cavallo. Come ricominciare, insieme, collana Nodi, Venezia, Marsilio Editori, 2020, ISBN 978-88-297-0669-3.
- Matteo Renzi, Controcorrente, Milano, Piemme, 2021, ISBN 978-88-566-7570-2.
- Matteo Renzi, Il mostro. Inchieste, scandali e dossier. Come provano a distruggerti l'immagine, Milano, Piemme, 2022, ISBN 978-88-566-8612-8.
- Matteo Renzi, Palla al centro. La politica al tempo delle influencer, Milano, Piemme, 2024, ISBN 978-88-566-9462-8.
- Matteo Renzi, L'influencer, Milano, Piemme, 2025, ISBN 979-12-238-0034-8.

### Trasmissioni televisive
- Firenze secondo me – miniserie TV, 4 episodi (2018-2019)

## Premi e riconoscimenti
- Premio d'onore dal Premio Letterario "Lilly Brogi La Pergola Arte" di Firenze 2009 II Edizione per il libro A viso aperto.[225]